# 西武4000系電車
西武4000系電車（せいぶ4000けいでんしゃ）は、1988年（昭和63年）に登場した、西武鉄道の2扉クロスシート(ボックスシート)の車両(電車)である。
本項では当系列を改造した観光電車「西武 旅するレストラン 52席の至福」についても述べる。

## 概要
本系列は秩父鉄道秩父本線への直通運転用に設計され、1988年（昭和63年）11月に最初のグループが竣工、同年12月5日から営業運転を開始した。全編成が東急車輛製造（現:総合車両製作所横浜事業所）で製造されており、これにあたっては廃車となった101系から制御装置・補助電源装置・台車・ブレーキ装置などが流用されている。

## 構造
この節では登場時の形態について記す。登場後の変化については#改造を参照のこと。
飯能方から池袋方面に向かってクハ4001（Tc1:奇数車）- モハ4101（M1:奇数車）- モハ4101（M2:偶数車） - クハ4001（Tc2:偶数車）の1編成4両で組成され、Tc1車にトイレ、M1車に主制御装置とパンタグラフ2基、M2車に電動発電機（MG）と空気圧縮機（CP）を備える。

### 車体
構体・台枠など普通鋼を基本としながら、腐食のしやすい外板（側板、屋根板、妻板など）には高耐候性鋼板（SPA）、床板にはステンレス鋼が用いられている。外板裾部と台枠の接合は、突き合わせ連続溶接構造とした。扉や窓の高さは新2000系のように大きくとられたが、床面高さは3000系以前の1,190 mm、天井高も同様に2,235 mmで、また台車間距離は101系以前の13,600 mmとなっている。
側面は片側2扉の構成である。側引戸の高さは本系列独自の1,840 mm、横幅は標準的な1,300 mmであり、それぞれの両脇には600 mm幅の大きな戸袋窓が配されている。側引戸は半自動機能を設けており、右側に開扉用のドアスイッチが設置されている。側窓は2連のバランサ付き1段下降窓で、扉間に5つ、車端部に各1つを配置。新2000系同様に高さ950 mm、床面からの距離は800 mmであるが、横幅は中桟を含めて1440 mmと控えめなサイズで、逆に下降幅は450 mmと大きくとられている。妻面は窓がなくすっきりしており、貫通路の寸法は新2000系同様に高さ1,830 mm、幅800 mmである。床下から屋根にかけて配置されている昇降用の手摺は基本的に西武標準の配置だが、本系列では向かって右上の箇所だけ位置が高い（1次車は飯能方のみ）。またTc1は向かって左下に点検蓋を設けている。
前面は貫通型で扉部を平面とした丸妻構造である。前面左右の曲面ガラスは上部をブラックアウトし、その内部に種別表示器（左側）と急行灯を配置。行先表示器は中央の貫通扉上部に設けられている。上部の構造は同時期に製造されていた新2000系にも通じるが、本系列は行先表示部のガラスが小さく、ブラックアウト部分がない。貫通扉窓は下方に大きくとられており、左右の窓下も同じ範囲で窪ませて黒く塗られている。ワイパーは扉部のみ手動式、左右のものは新2000系で試用の電動式を本採用した。裾部の左右には前面強化を兼ねた箱型の足掛を設けており、これに乗るような形で丸型の前照灯と角型の尾灯が縦並びで配置される。また前面の下部（窪みより下）には側面の乗務員扉脇にかけて補強板が張られており、段差が生じている。前灯と尾灯のケーシングは他系列のような西武独自のものではなく各社で多く見られるタイプで、前灯はシールドビーム、急行灯と尾灯はLEDである。
塗装は白色をベースに青・赤・緑色のストライプを配した「ライオンズカラー」である。前面では窓周りで青帯がカットされ、赤緑の2色となる。西武では8500系に続き2例目となるが、本系列では新たに各色の境へ白色のラインが入れられた。

### 車内
座席は固定式クロスシート（ボックスシート）をベースに、戸袋部へ2人掛けロングシートを配したセミクロスシートとなる。クロスシートの942 mm幅の2人掛けで、背ずりは1人分に分割されている。シートピッチは1,640 mmで、窓と合わせて扉間に5列、車端部に各1列のボックスが配置される形が基本となる。ロングシートは950 mm幅で、後の6000系に似た板状の袖仕切りが採用された。モケットは一般席が青色系の専用品で横方向に細かい縞模様が入り、シルバーシートでは他系列と同じ灰緑色である。ボックスシートの中央には窓際に小さいテーブルが設けられており、1次車では直下に栓抜きが備えられている。連結妻は壁そのものが（鴨居部を除いて）230 mmと厚めにとられており、他系列で見られる天井付近の張り出しはない。
先頭部はロングシートに面して乗務員室との仕切り壁がある。仕切りの窓は旧101系のように大きくとられており、座席から前面の展望を楽しむことができる。Tc1車の後位側車端部にはボックスシートと側窓がなく、向かって左に和式トイレ、右には飲料の自動販売機とゴミ箱が備えられている。
シルバーシートはTc1車とM1車の連結部に跨って設けられ、Tc1車のロングシート2席とM1車のボックスシート2つで計12席となる。
扉は側引戸、妻引戸ともに車内側が化粧板張りとされ、これに伴い窓ガラスの抑え金具も従来車から変更されている。さらに妻引戸は全ての面（貫通路の両側）に設けられており、このあたりの仕様は後の6000系に通じる。なお妻引戸の開く向きは飯能に向かって左側となっており、他の通勤型車両とは逆である。
また客用扉は前述の通り半自動機能付きで、車内には開閉用のドアスイッチを右側に配置している。夏季及び冬季の長時間停車時の車内保温（空調効果維持）を目的としたもので、乗務員の操作により半自動扱いに切り替えることが可能。停車後、全てのドアを開いてから半自動に切り替え（同時に全て閉扉）、また半自動扱い終了時には再度全てのドアを開く形で運用される。また、ドアレールには凍結防止のヒーター（レールヒーター）を備えている。戸閉装置はDP-45STで鴨居部に搭載されている。
天井はラインフロー式の冷風吹き出し口を備えた平天井で、蛍光灯はカバー付きのものが連続して並び、また空調吹き出し口のアルマイト加工はアンバー色で処理されている。吊り革はロングシート部に各3つ備えられているのみ（1両に24本）。暖房は2000系に比べ6割以上強化され、トイレと乗務員室には温風ヒーターを備える。広告枠は妻部のみで、吊り広告はない。路線図・停車駅案内はドア上にステッカーで掲示されている。
非常通報装置は新たに確認機能が備えられ、通報時において乗務員が運転台の「通報確認」ボタンを押下することで通報器の「確認」表示灯が点灯する。なお通報器は通常通りの各車2台に加えてトイレ内に1台設置している。
車内の様子（いずれも後述のワンマン化後）

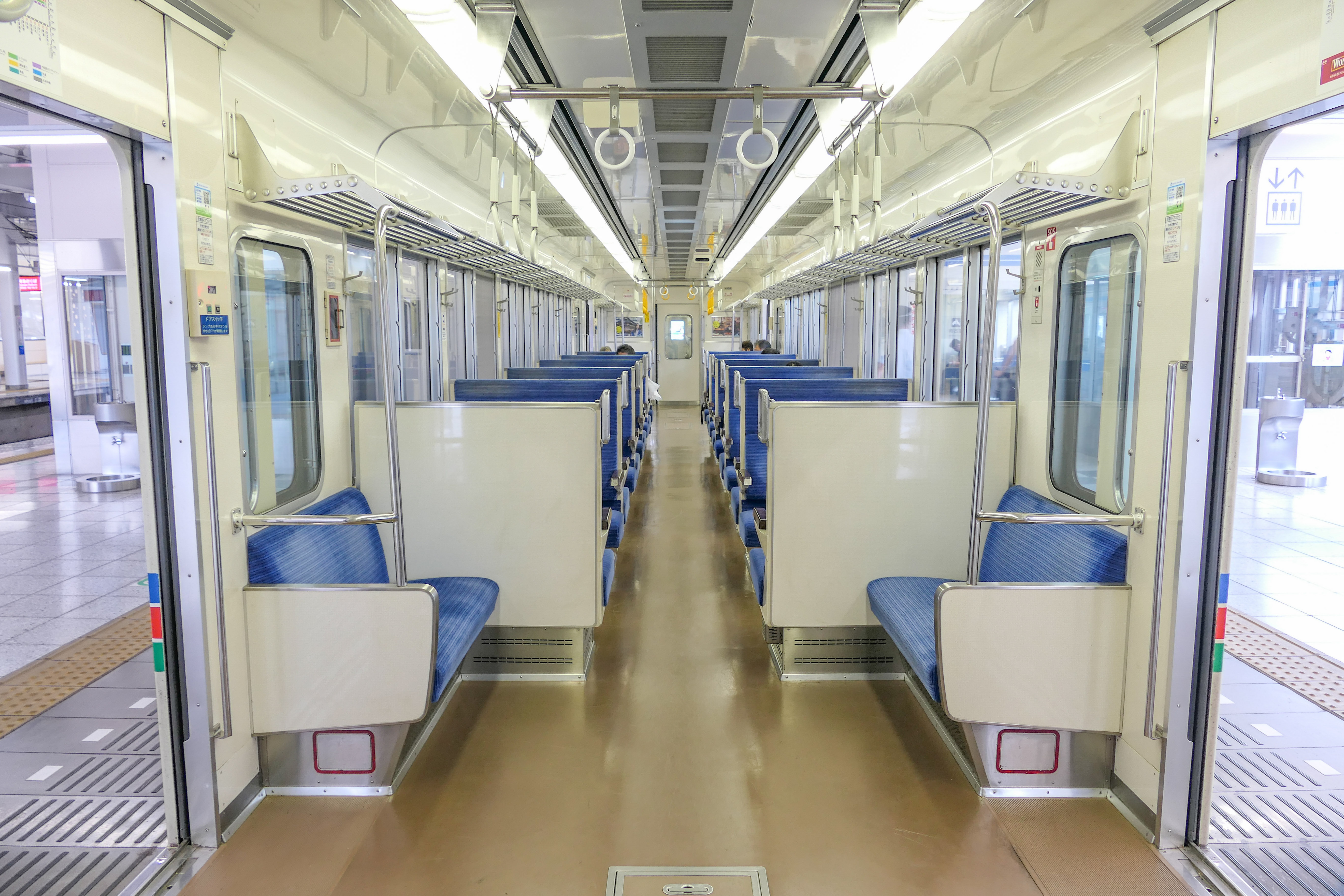
セミクロスシートの車内 （モハ4102 2023年8月13日）
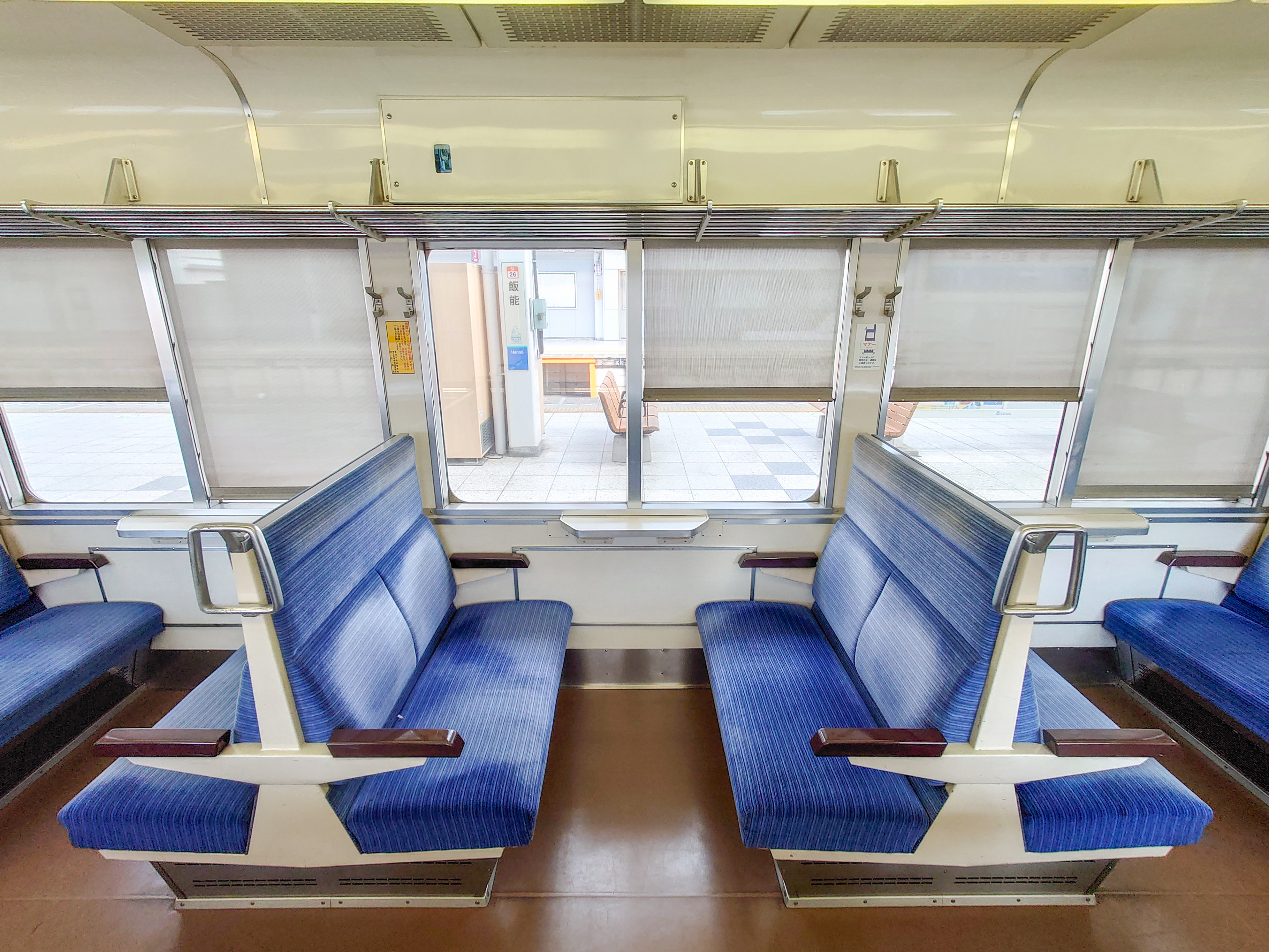
ボックスシートとその周辺 （クハ4007 2025年2月12日）
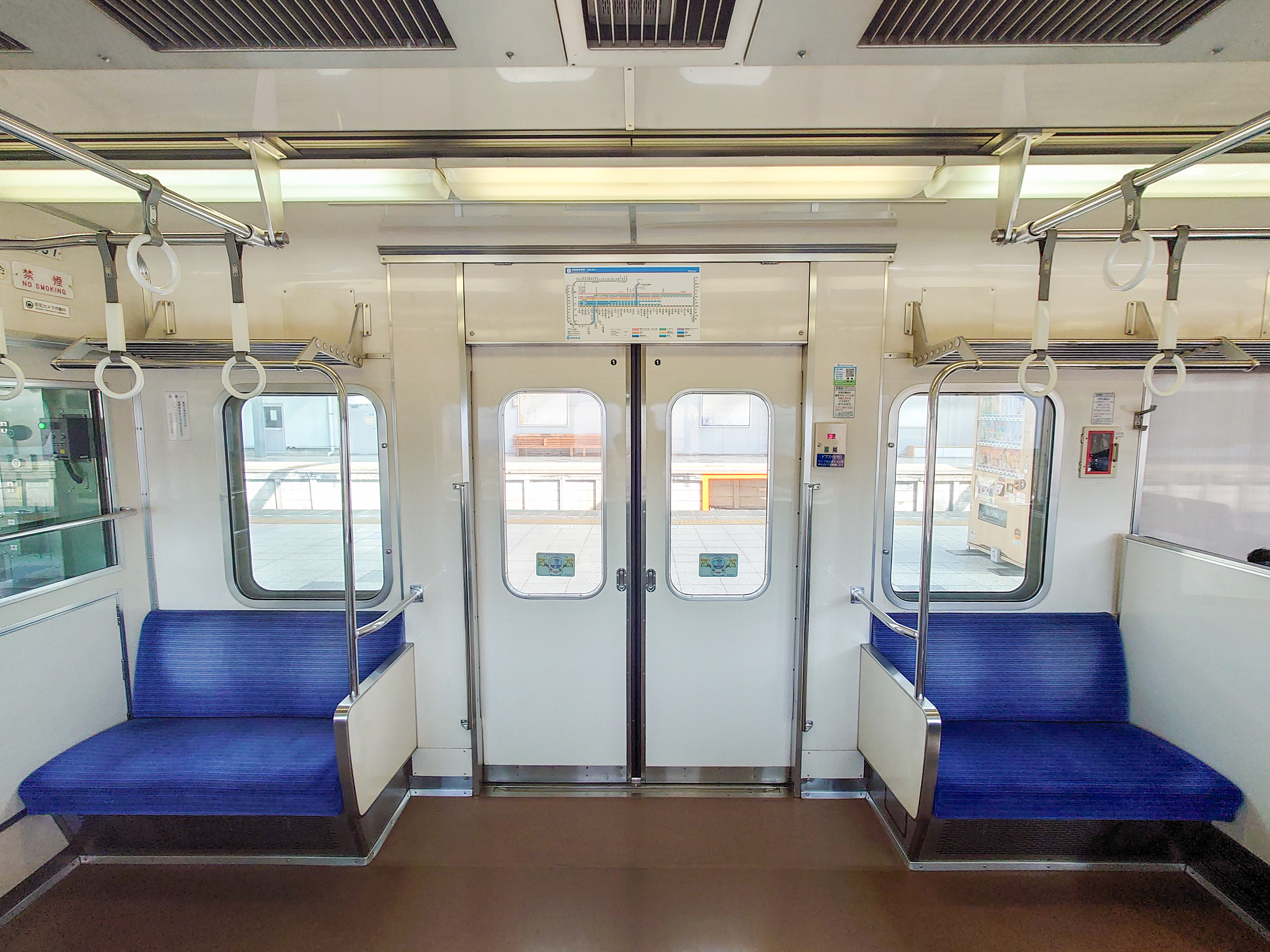
ドアと戸袋部のロングシート （クハ4007 2025年2月12日）
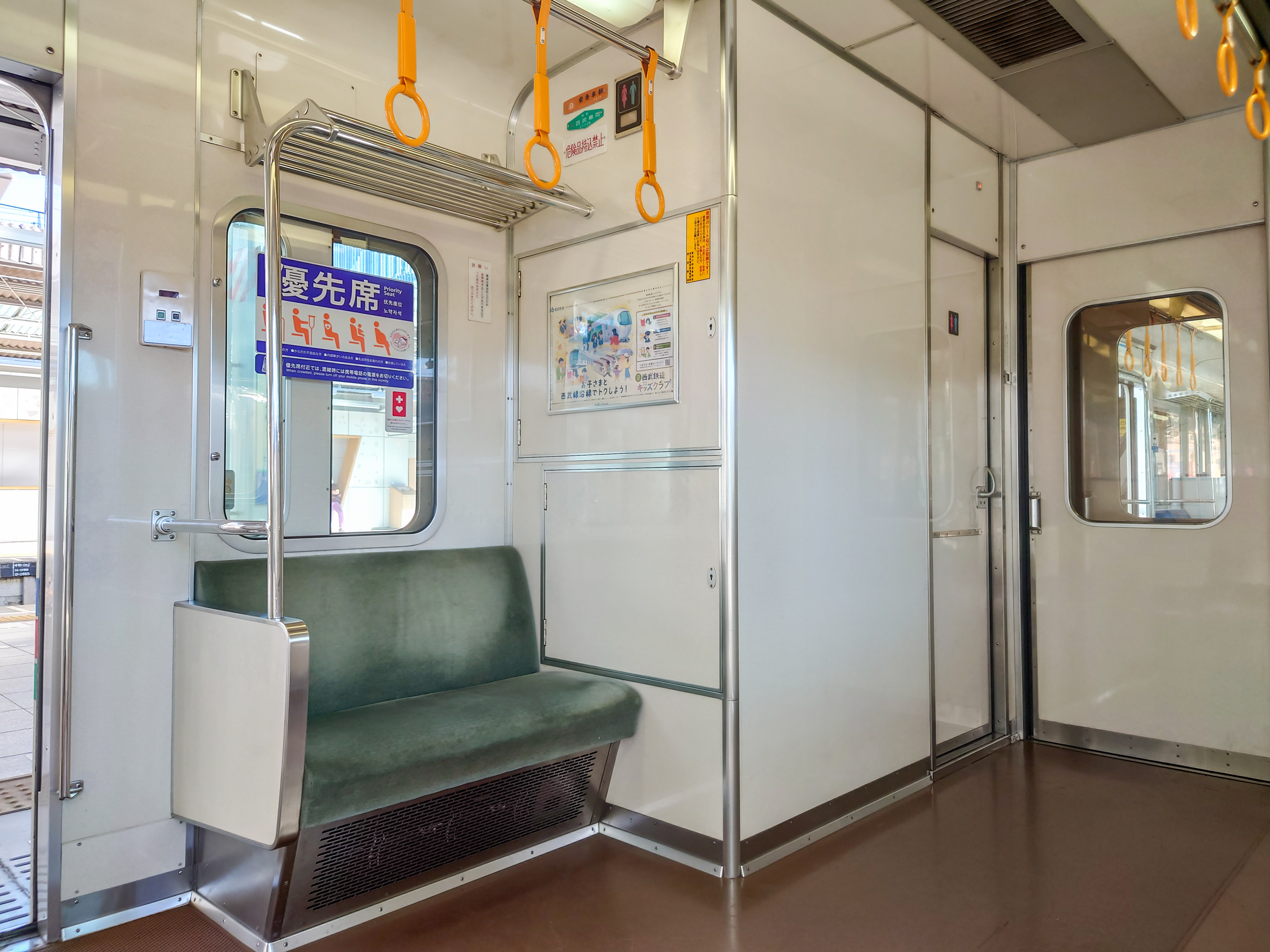
Tc1車のトイレ付近 （クハ4023 2024年12月2日）
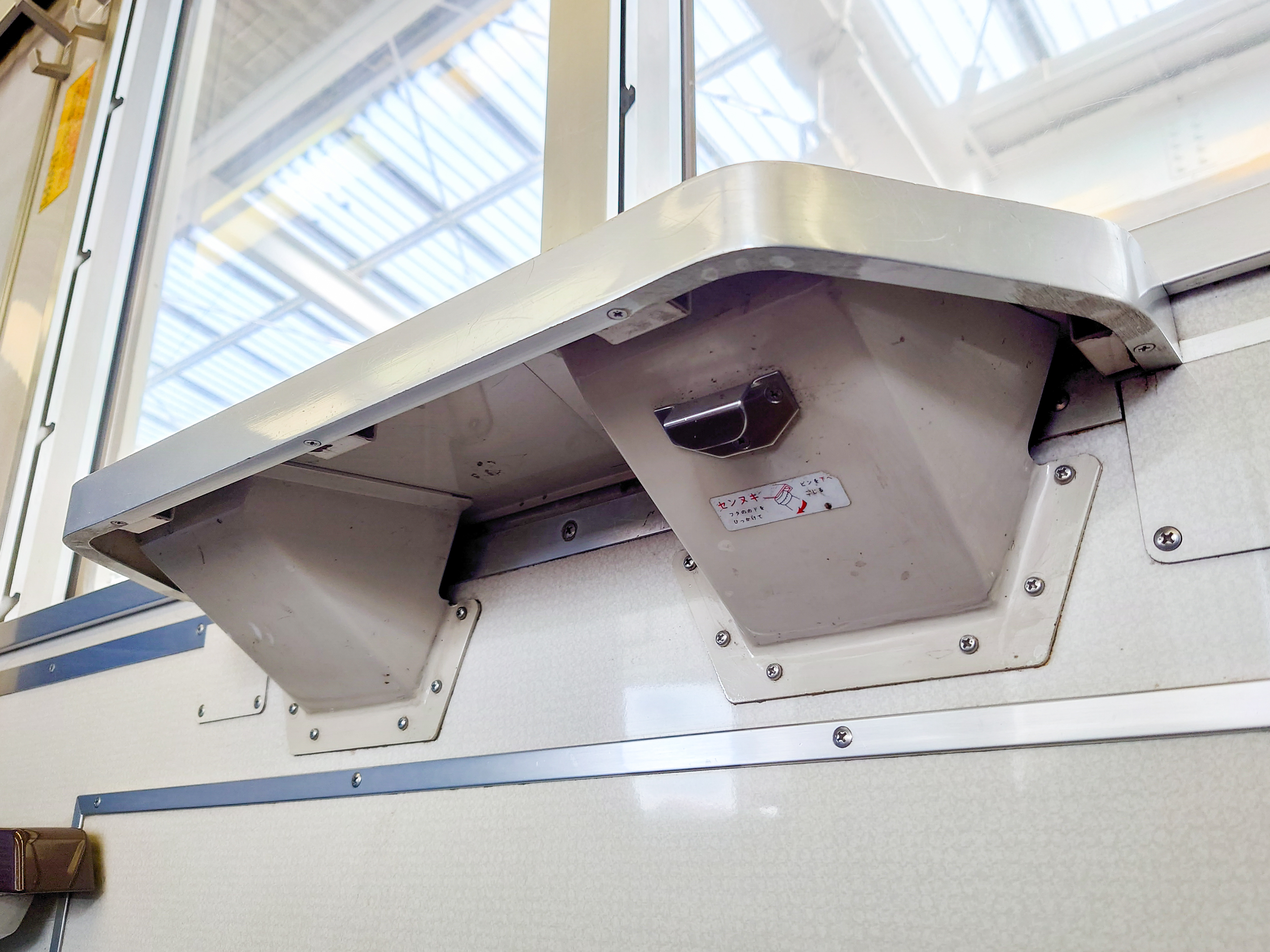
テーブルは右下に栓抜きを設置 （クハ4007 2025年2月12日）
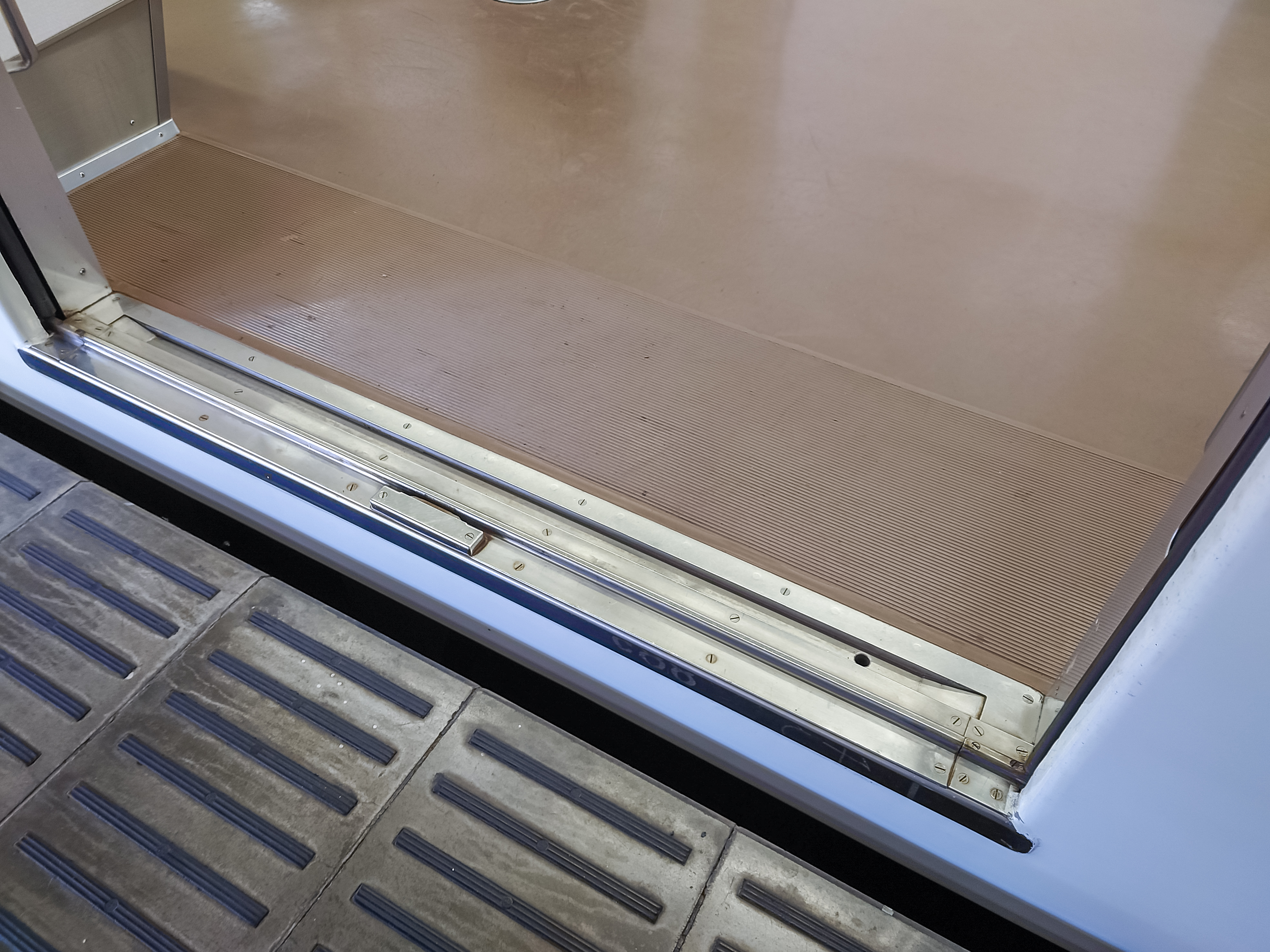
ヒーターを内蔵するドアレール （クハ4014 2024年12月12日）

### 機器類
制御装置は抑速ブレーキ及び発電ブレーキを備えたMMC-HTB-20Eで、150kWの主電動機8台を制御している。主抵抗器は16箱構成で、種車の101系とは配置が異なる。補助電源装置は150kAの直流電動発電機MG-117AS。台車はTc車がFS072、M車がFS372。空気圧縮機はHS20K。パンタグラフは東洋電機製造製で枠組みがステンレス製のPT4320S-A-M。空調装置は当初CU72Cで、マイコン制御により自動運転を行う。基本的な仕様は同時期に製造された他系列の車両と大差ないが、妻面の空気配管が埋め込まれていたり、先頭車の空調装置の向きが逆であること、通風器が5000系や国鉄の車両などと同じ押し込み式な上に搭載数が少ないことなど、本系列独自の特徴もある。
運転台にはモニタ装置が搭載され、各車の主要機器に異常が発生した場合は、メーターパネル左端のモニタ表示器より当該号車や異常項目を確認することができる。放送装置は秩父鉄道直通を考慮して分割放送機能を備えており、編成毎に放送が可能。また行先表示器も新2000系同様に編成別の設定が可能で、この指令器はTc1に搭載している。
また自動解結装置を備えており、運転台のスイッチ操作で空気管及び電気連結器の施錠・解錠を行うことが可能である。このため先頭部の連結器には錠解放シリンダと復心装置が備えられており、胴受を含めて他系列とは外観が僅かに異なる。

## 製造区分

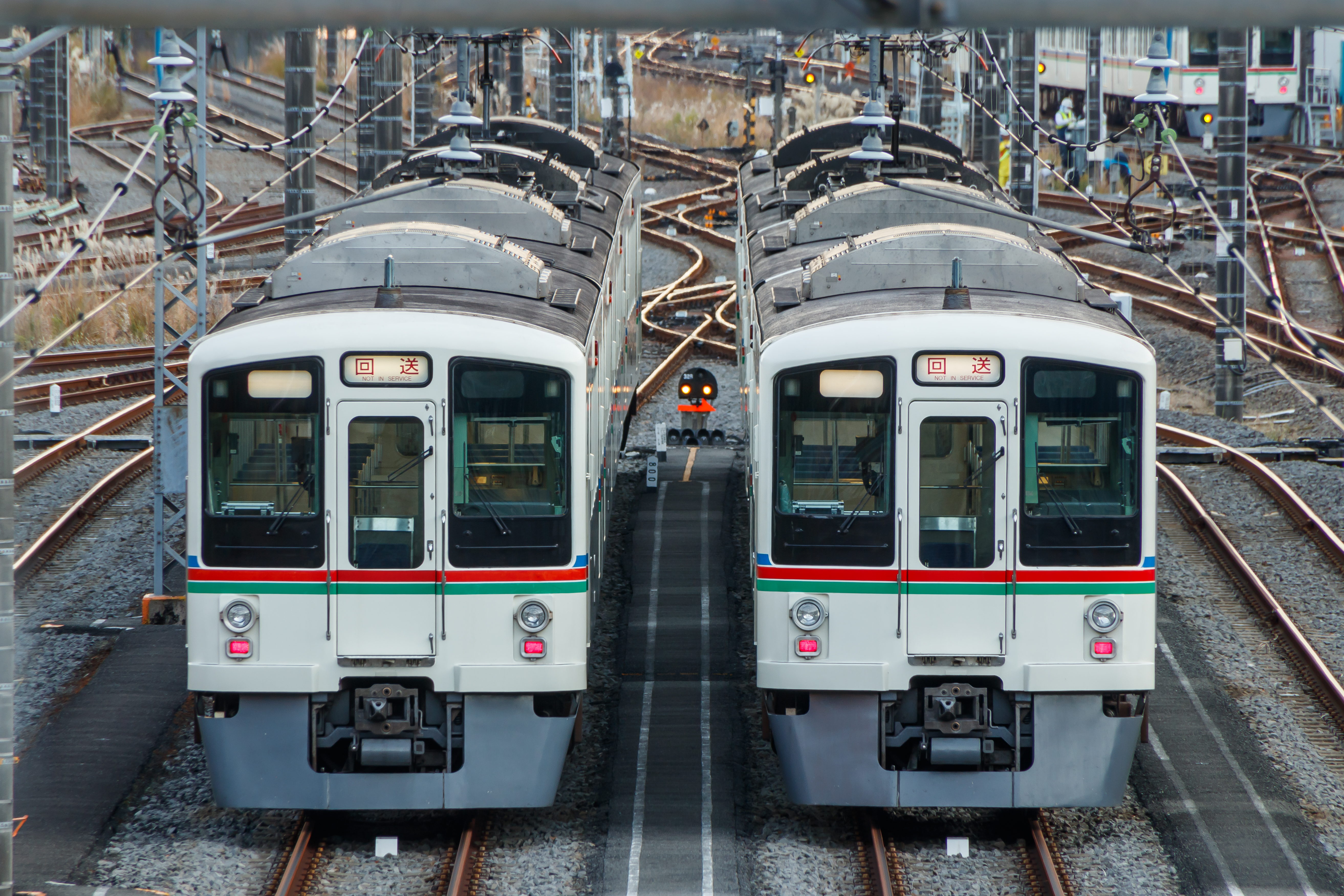
2次車の4023編成（左）と
1次車の4003編成（右）
（2024年12月16日 武蔵丘車両基地）

4編成ずつ3つのグループに分けることができる。

### 1次車
4001 - 4015編成の計8本で、種車となった101系は廃車順で171・173・147・141・143・145・179・181編成（4両8本）。なおこのうち173・179・181編成は試作冷房車である。
前期グループ
1988年（昭和63年）11月に竣工した4001 - 4007編成の4本。最初の2編成はテーブルなしで竣工、営業運転開始までに追設された。トイレ部の妻面は平滑である。
このグループのうちクハ4005では空調装置脇のランボードの位置がずれている特徴がある。
後期グループ
1989年（平成元年）3月に竣工した4009 - 4015編成の4本。トイレ部の妻面にダクトが設けられた。なおこれは後に2次車も含めて薄型のものへと変更されている。本グループのみの当初の仕様として車体塗装に特徴があり、屋根と床下の灰色は従来通りの薄い色（マンセル値でN5）でありながら、スカートが濃い色（N4）であり、さらに雨樋もこの濃い灰色で塗られていた。灰色の色調については1989年度より全て濃い色へ改められており、1次車の各編成も1994年頃の初回全検時に適用、同時に雨樋も車体色へ統一されている。
車内では本グループよりボックスシートの取手（手すり）の形状が変更されたが、4015編成のみ前期のタイプとなっている。

### 2次車
1992年（平成4年）10月に竣工した4017 - 4023編成の4本。種車となった101系は廃車順で163 - 169編成（4両4本）。変更点は新2000系から9000系へかけての変更と共通する部分がある。
車外の変更点
ドアの半自動スイッチが低位置化されたのが大きな特徴で、同時にボタン下のプレートが金属の地色から白色へと変更された。前面では窓のウォッシャノズルの取付位置が外側から内側へと変更されたほか、貫通扉のワイパーが1本アームから2本アームに変更されている。屋根上では通風器が普通鋼製からステンレス製（無塗装）に変更、さらに雨樋が妻部まで設けられた。このほか細部では非常通報の車側灯がLED化されたほか、前面の補強板の処理、帯の間隔、妻面のステップ配置に変化がみられる。また前述の通り、屋根と床下の灰色は当初より濃い色（N4）である。
車内の変更点
半自動スイッチが低位置化され右下に移動、形状も変更された。またドア付近の床面では滑り止めが縞模様から菱形の格子パターンに変更されている。座席周りではボックスシートのテーブル裏に設けられていた栓抜きが廃止となり付近の造作が変更されているほか、ロングシート部の袖仕切りが僅かに拡大。このほか先頭部のつり革が1つ少なくなっている。

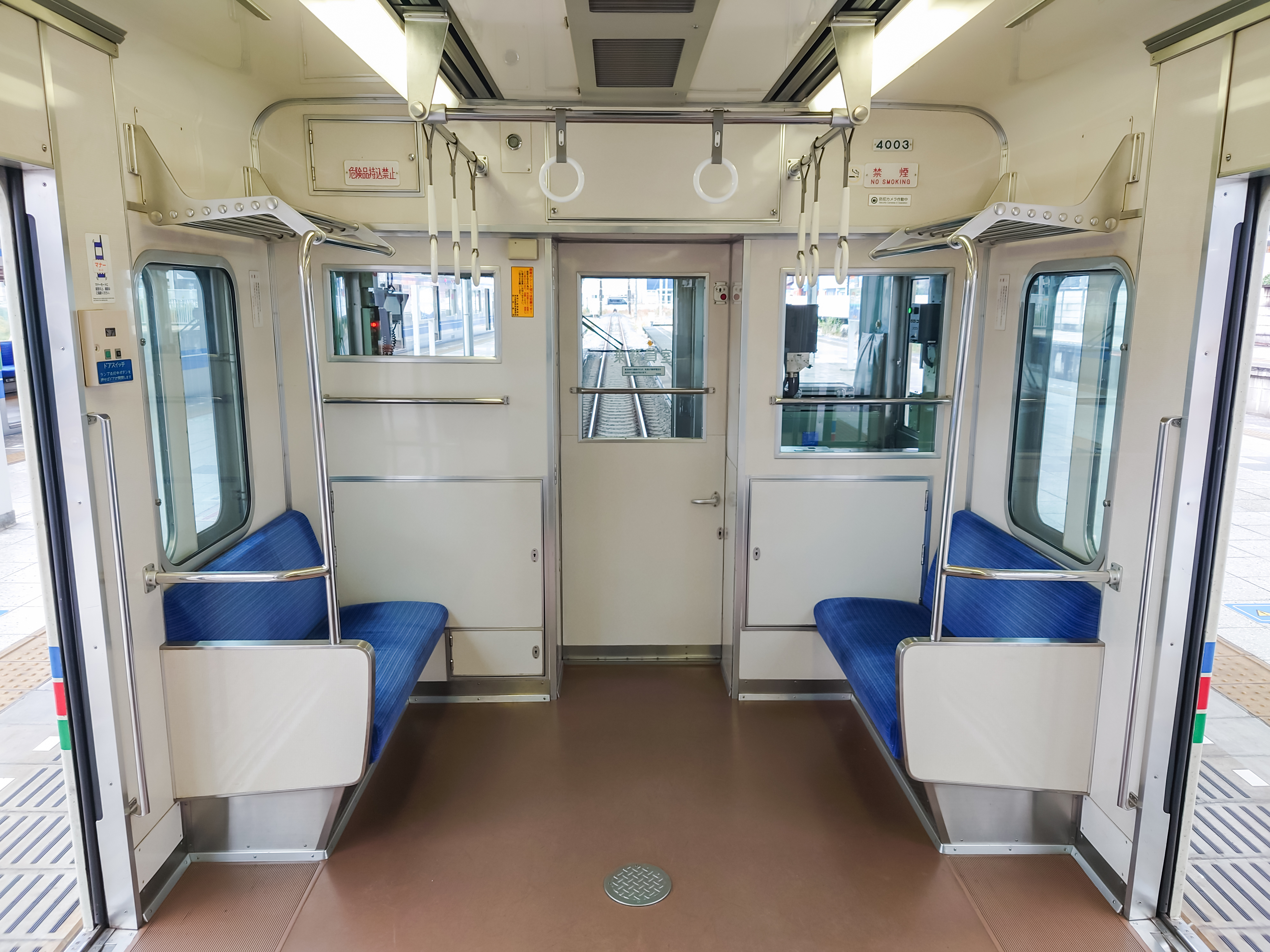
1次車の車内先頭部 （クハ4003 2024年11月21日）
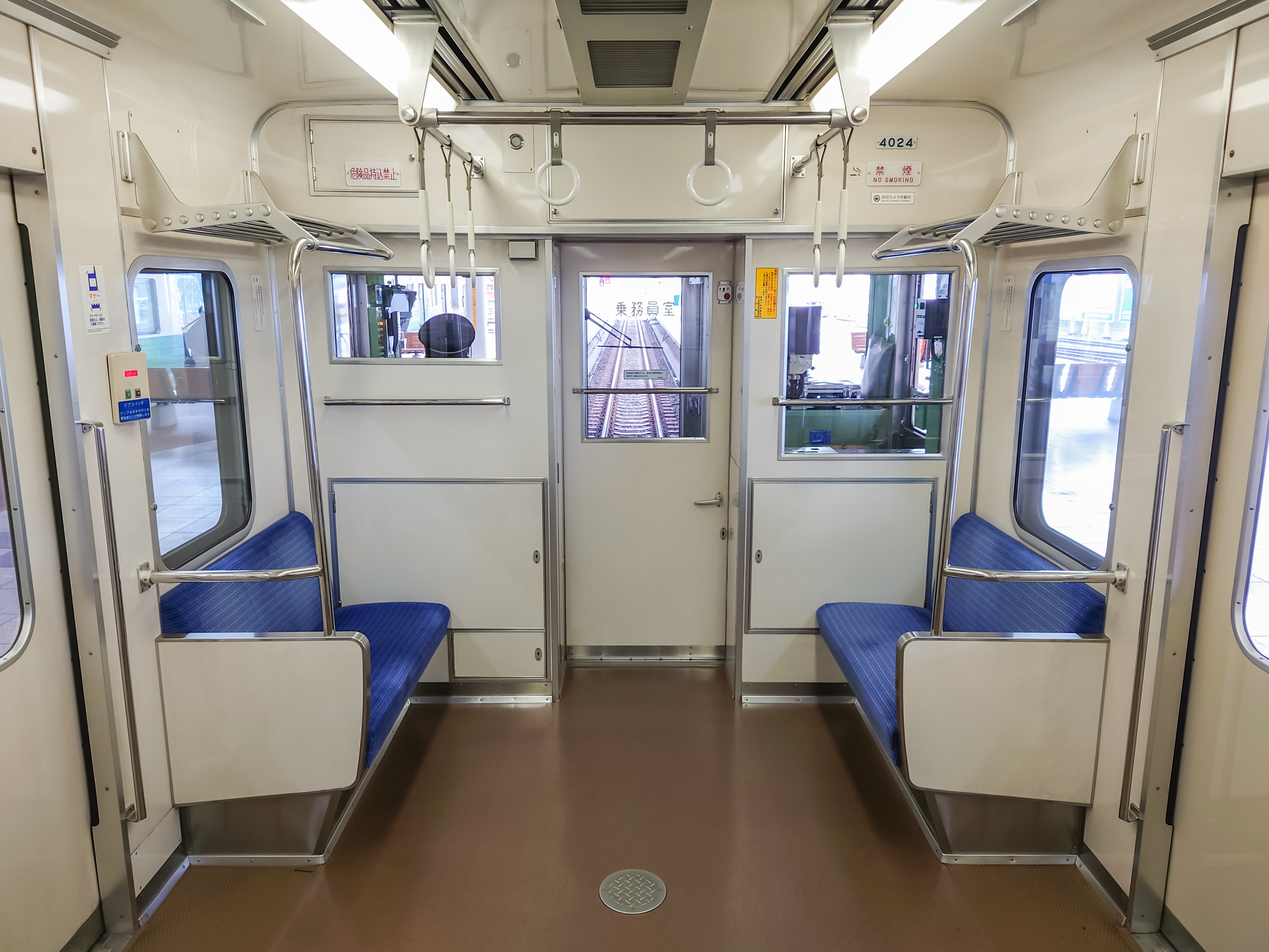
2次車の車内先頭部 （クハ4024 2024年11月21日）
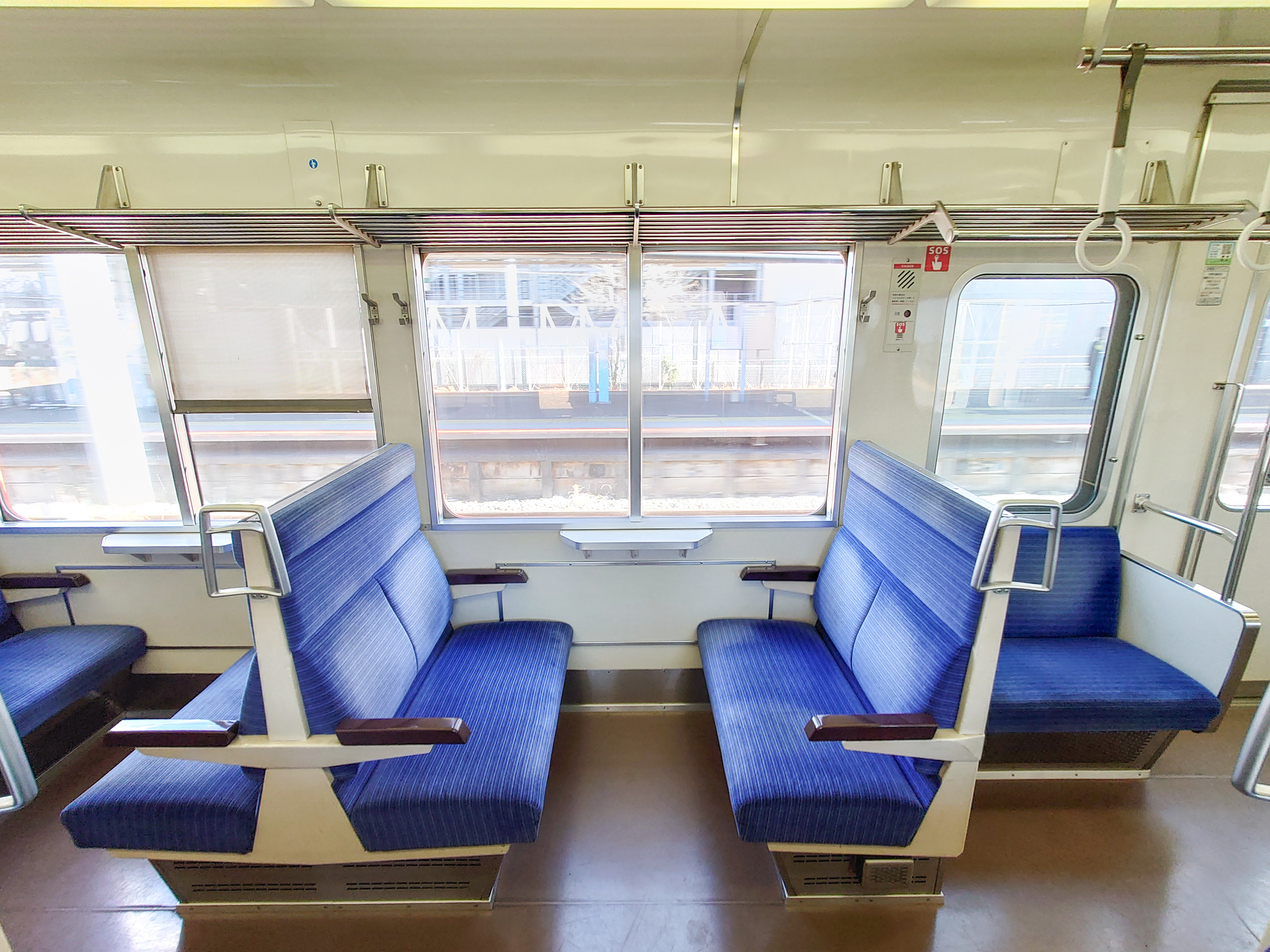
2次車のボックスシート （クハ4017 2025年2月13日）
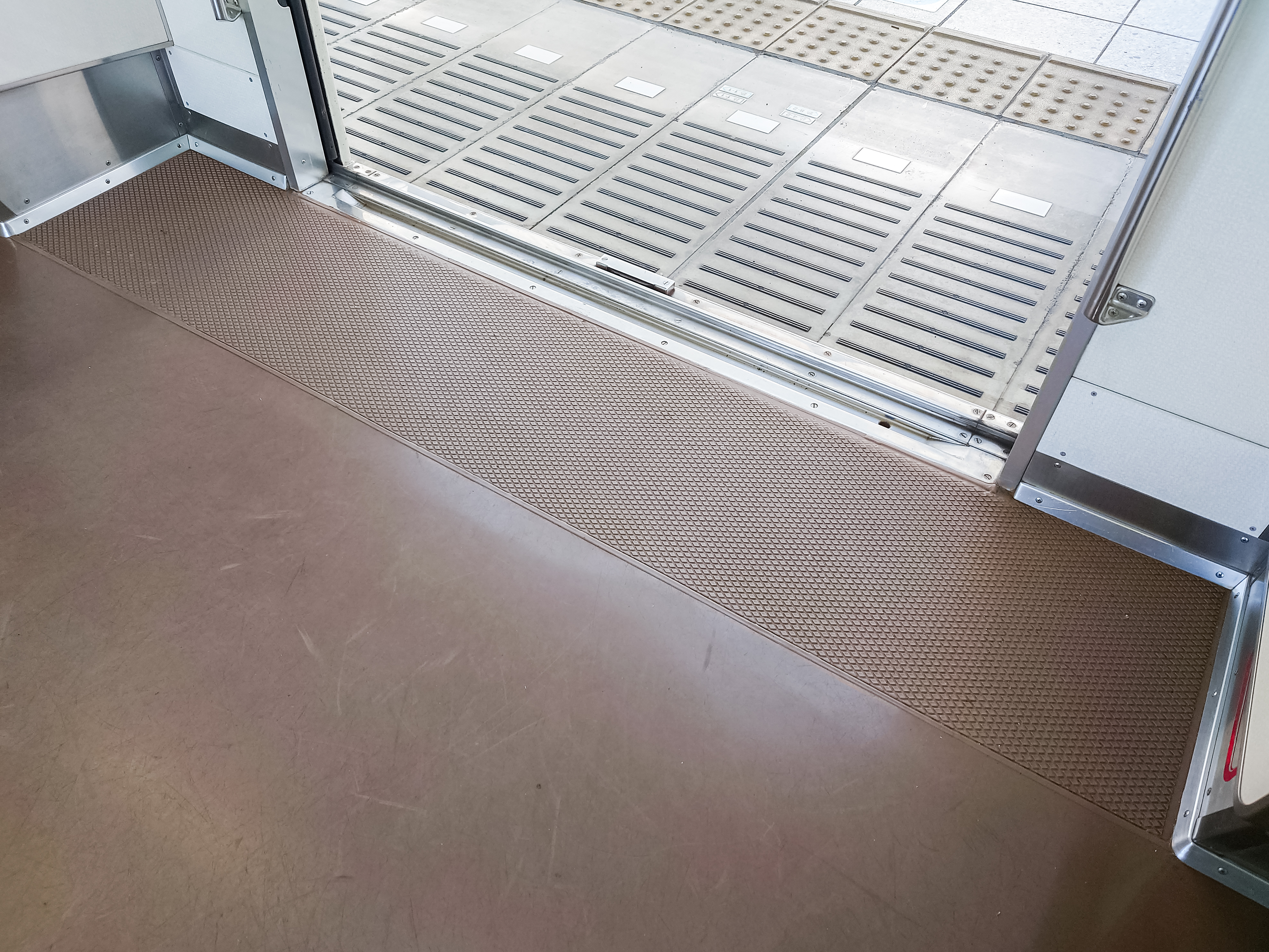
2次車のドア付近床面 （クハ4023 2024年12月2日）
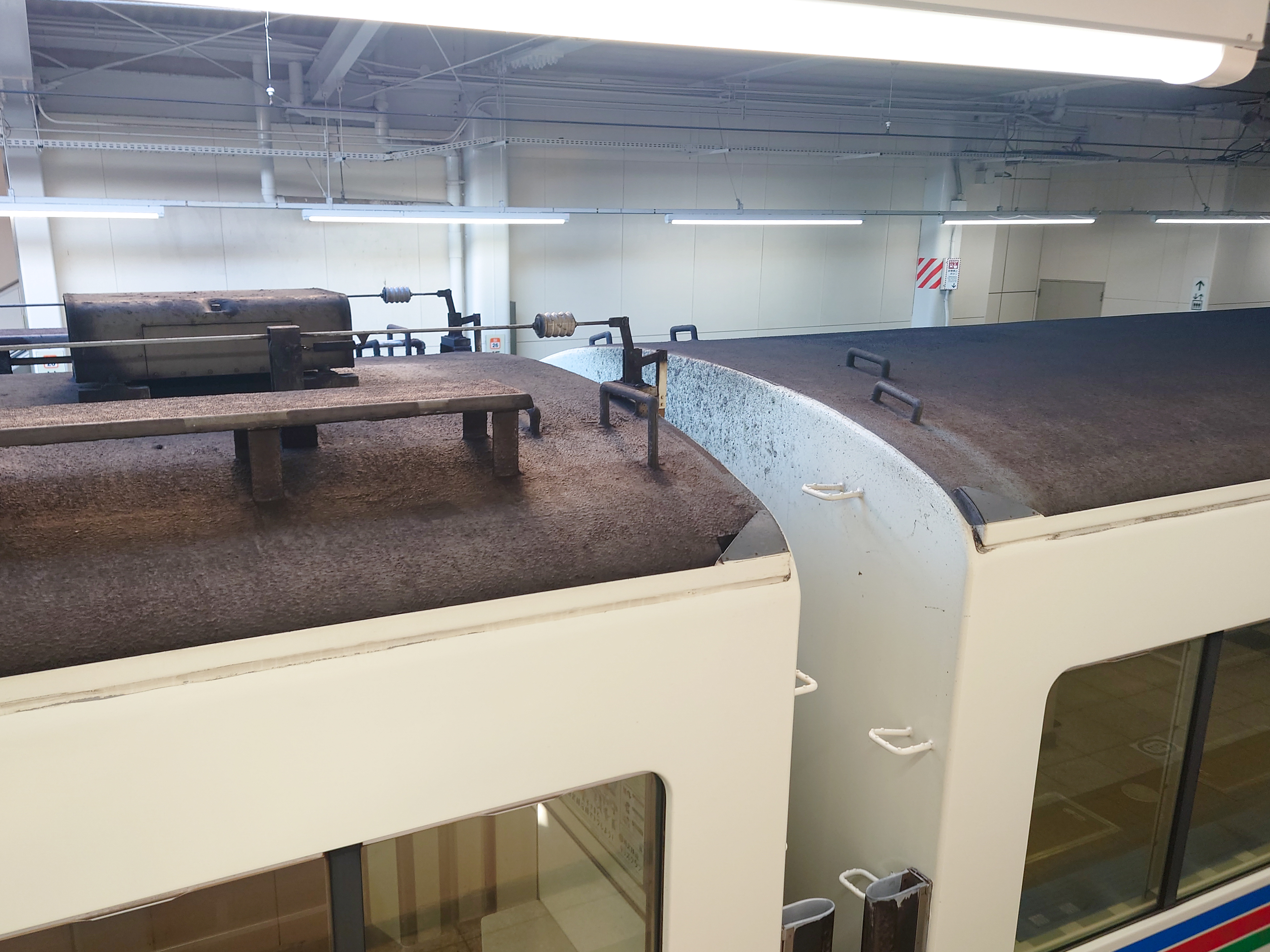
1次車の屋根と通風器 （4007編成 2024年12月12日）
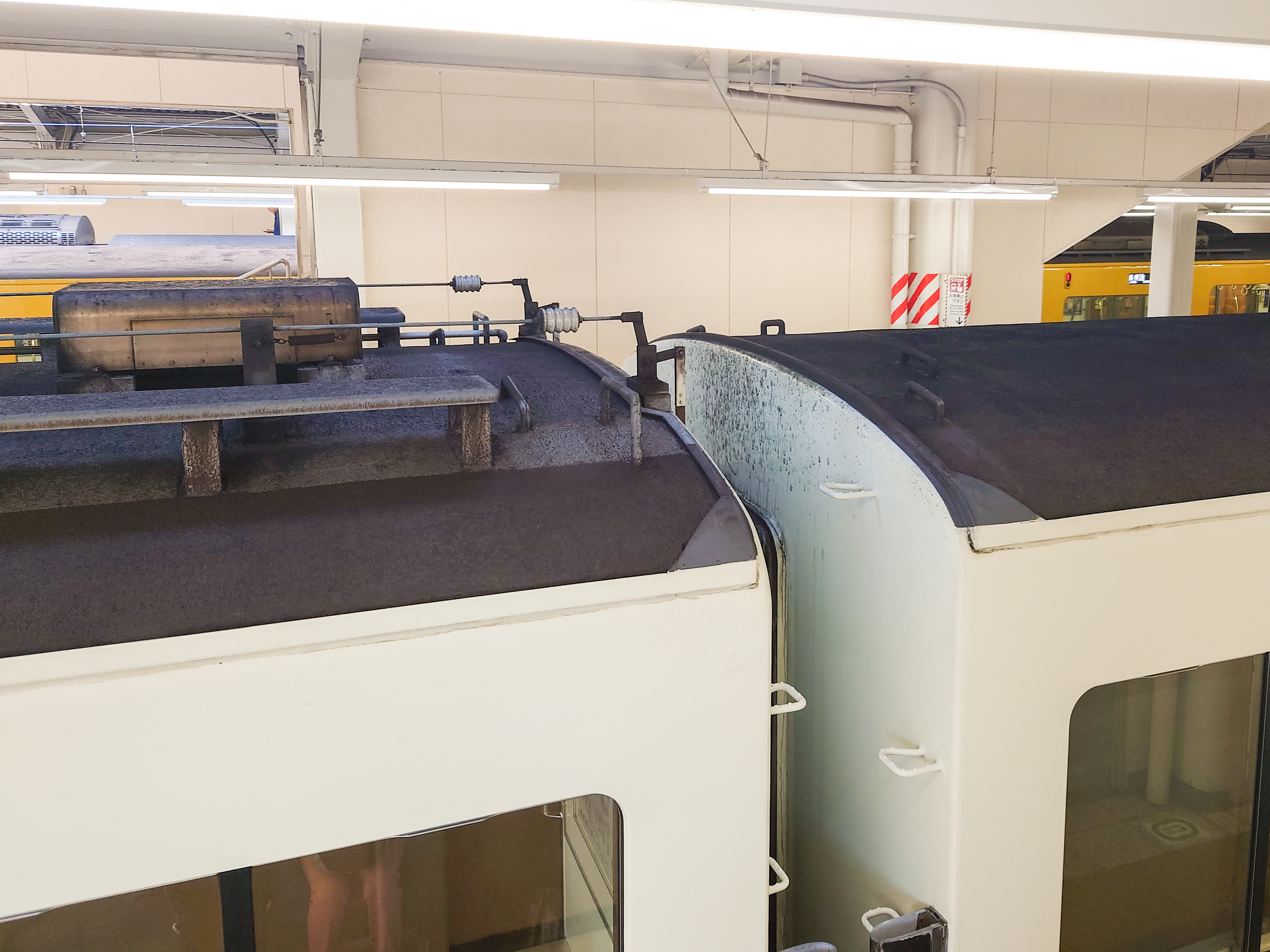
2次車の屋根と通風器 （4021編成 2024年11月22日）

## 改造

### ワンマン運転対応工事
池袋線飯能駅 - 西武秩父線西武秩父駅・秩父鉄道線御花畑駅間で単独運転時のワンマン運転を可能にするため、2002年（平成14年）2月から2003年（平成15年）1月にかけて、西武車両によるワンマン化改造が武蔵丘車両検修場で行われた。内容は以下の通り。
運転機器・案内設備関係
- ワンマン化に伴う各種回路の変更（方向切換器等）。
- デッドマン機能の追加。マスコンが跳ね上げ式のものへ取り替えられ、制御回路、ブレーキ回路、列車無線回路に変更が加えられている。
- 車掌スイッチを取替え。押ボタンによる間接制御へ変更するとともに、半自動スイッチを独立化。

- 表示設定器（指令器）を変更、タッチパネル式として両先頭車（運転台背面）に設置。放送も一括で設定される。
- 自動放送装置の新設。通常の案内放送のほか、半自動の案内や乗降促進の機能も備える。
- 乗務員間連絡用の運転士マイクを更新するとともに、ここからの車内放送が可能となるよう変更。なお車掌用マイクからの放送も可能である。
- その他、列車無線電源回路の変更、列車情報装置取付の準備工事等を実施。

客室関係
- 非常通報装置を対話式（20000系同等品）へ変更。客室の通報器を取り替えるとともに、運転台背面へ受報器を設置。
- 乗務員室の機器追加に伴い、仕切壁の運転台側の窓を小型化。
- Tc1車の自動販売機・ゴミ箱とその隣の座席を撤去し、立席スペースへ変更。つり革を短く変更するとともに車端側へ増設、壁面では小窓が新設されたほか戸袋窓内側のガラスが線入りのものへ交換されている。自販機跡地は機器室となっており、車外に設置されていた排熱用のルーバーは撤去された。なお西武線アプリではこのスペースについて、2021年頃より「フリースペース」として案内している。
- 各車両車端部のボックスシート廃止。戸袋部とあわせて取替え、2,300 mm幅の5人掛けバケットシートへ変更されている。同時に妻側の座席脇には2000系のような機器箱が設けられた。
- 客室天井に監視カメラを設置（各車2台）。画像記録装置で記録されるほか、停車中などに運転台上部に新設された画面へリアルタイムで表示される（方向別に静止画を交互表示）。
- ドア付近枕木方向につり革を増設。

その他
- 車両間に転落防止幌（外ほろ）を設置。パンタ隣接箇所のみ脱着式となっている。設置により妻面の手掛が干渉するため、パンタ隣接箇所では一部を移設（取替え）、その他では床下の足掛とともに撤去された。なお配管系の変更はない。
- 電気連結器の配線変更に伴い、識別のため電気連結器カバーを青色に塗装（全編成への施工が完了するまで）。

同線区は2003年3月12日にワンマン運転が開始された。

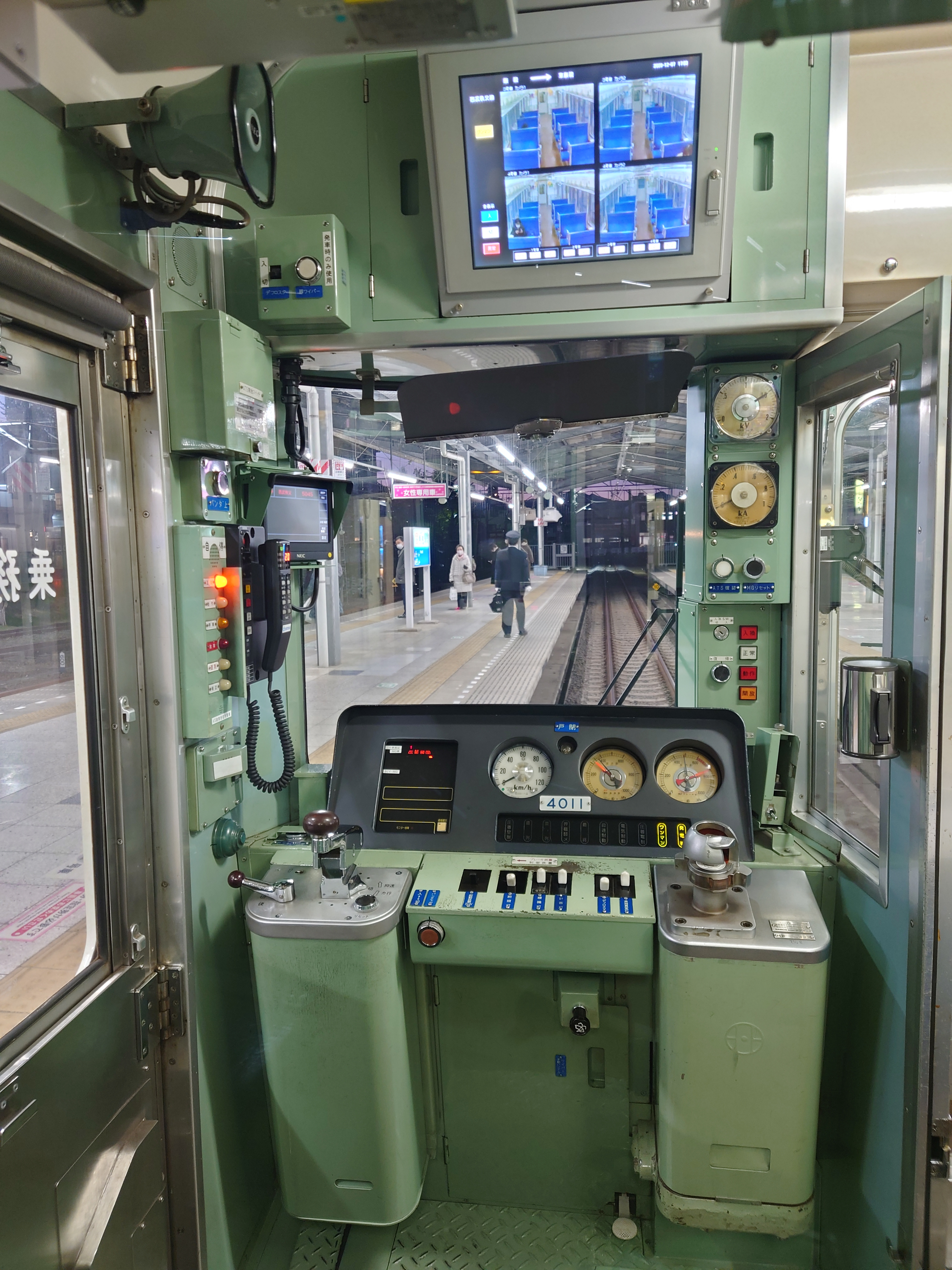
運転台。上部のモニタには車内の様子が写されている。 （クハ4011 2023年12月7日）
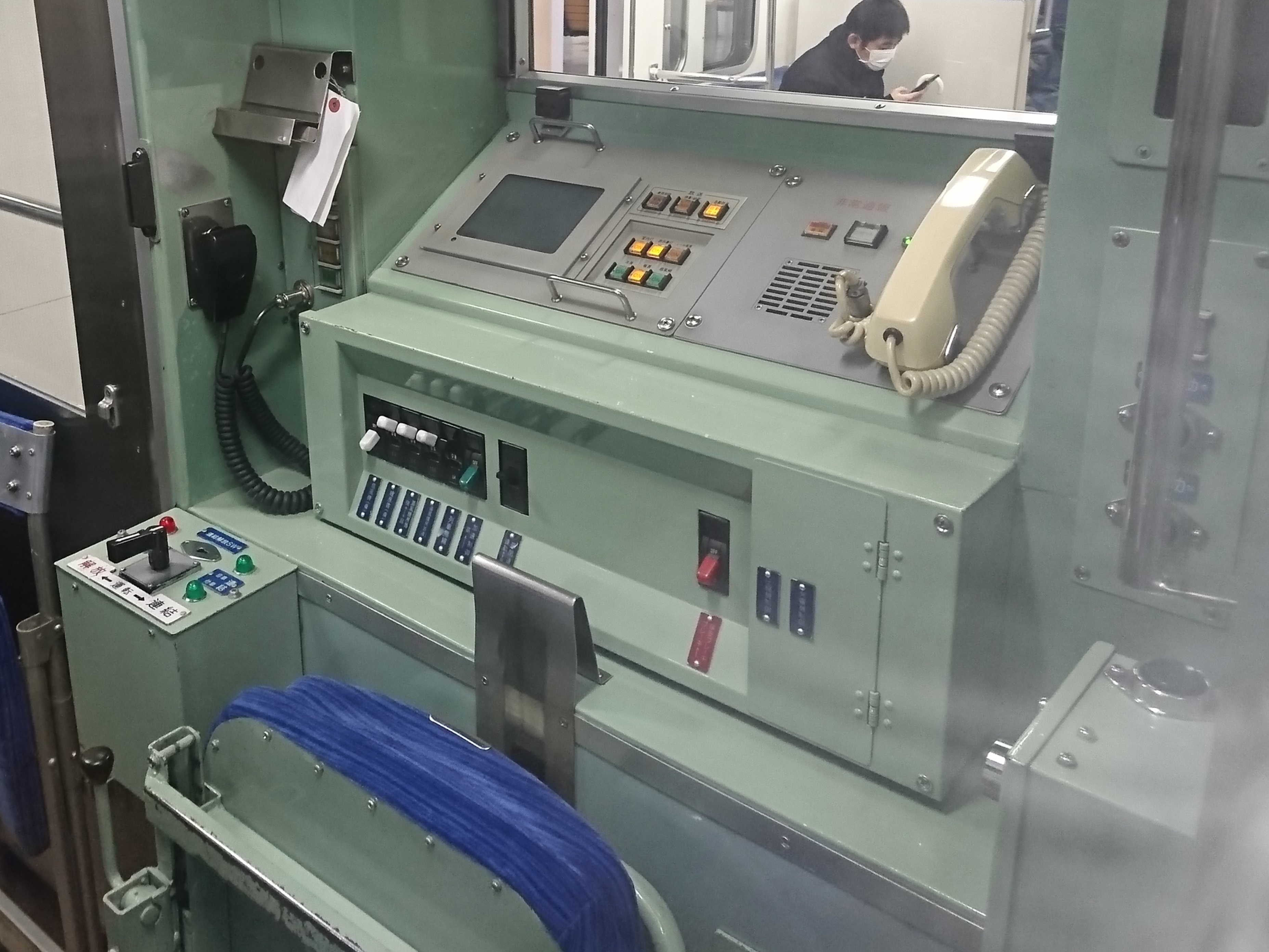
運転台背面の機器類 （クハ4019 2023年1月27日）
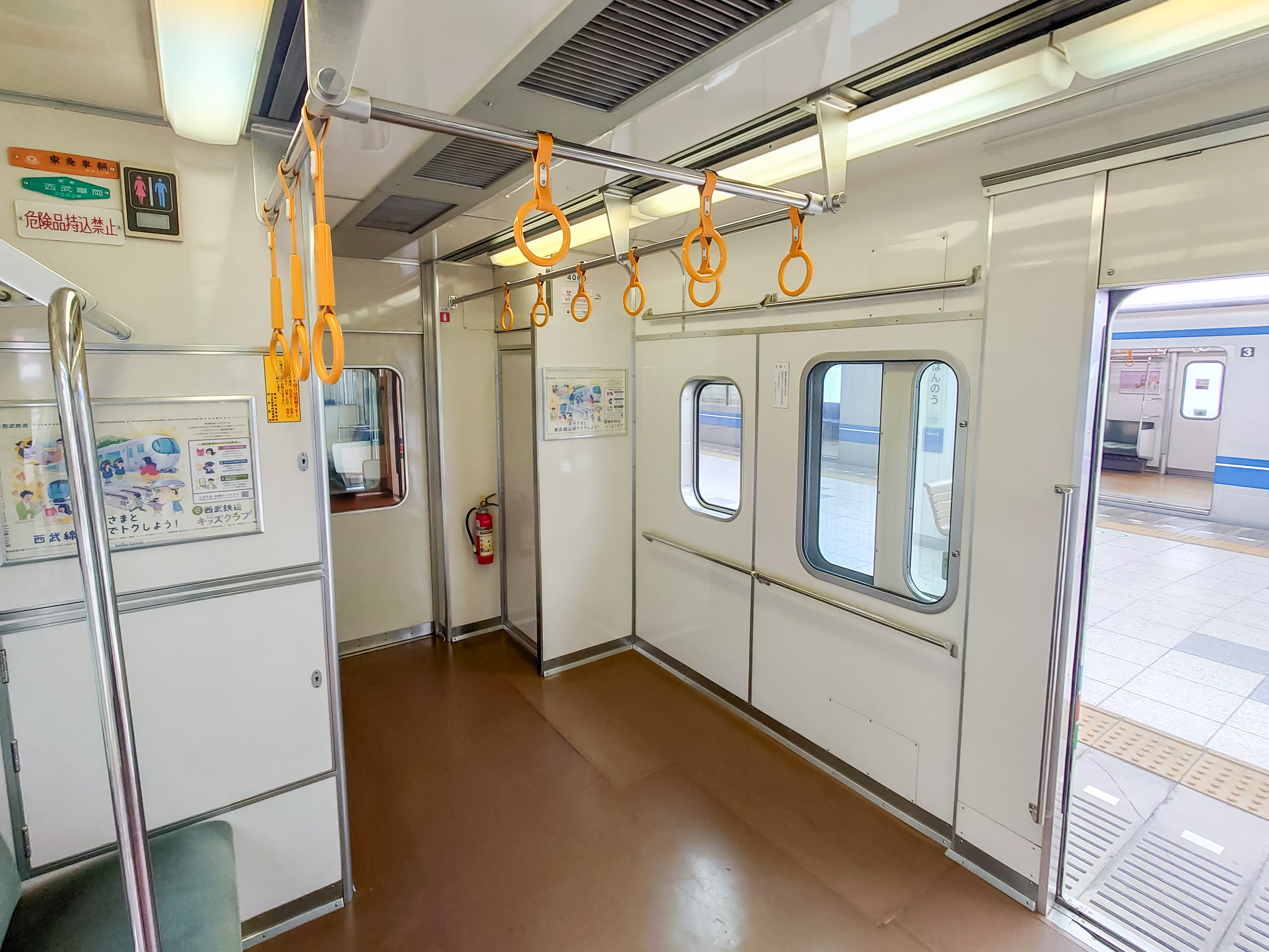
トイレ前のフリースペース （クハ4003 2024年11月21日）
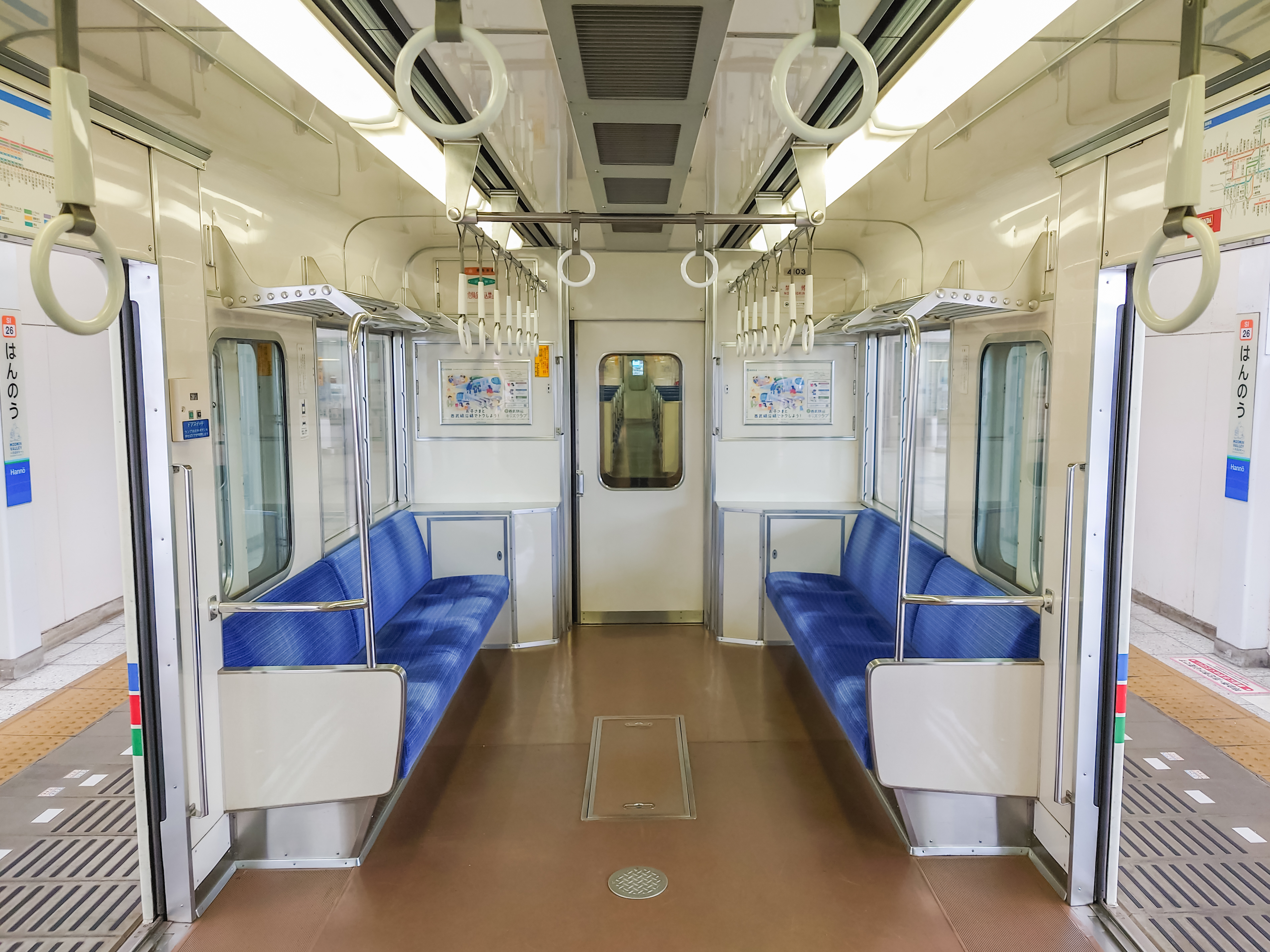
ロングシート化された車端部 （モハ4103 2024年11月21日）
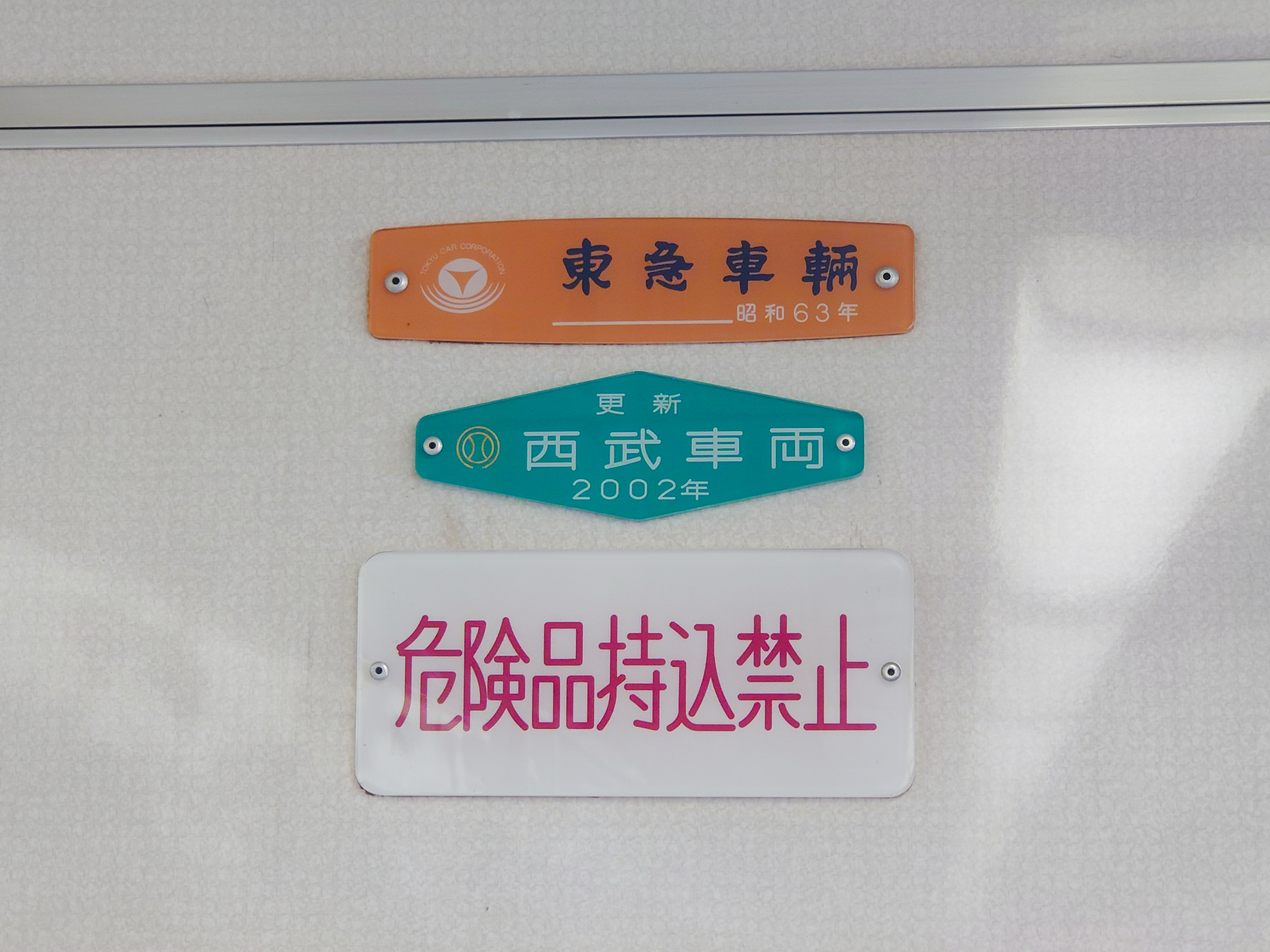
車内の製造銘板と改造銘板 （モハ4103 2024年11月21日）

### その他改造・変更
- 空調装置の変更
  - 当初CU72Cを搭載していたが、CU72Bや後に登場したCU72D系列とも互換性があるため、随時載せ替えが行われていた。その後2020年ごろにCU721へ統一されている。
- 秩父鉄道ATS搭載（1992年使用開始）
  - 秩父鉄道での導入に伴い設置。先頭部床下に車上子を設置したほか、運転台に関連機器を追加。外観では連結器周りのフレームが目立つ。
- 急行灯使用停止（1998年頃）[3]
- 妻面帯省略（転落防止幌設置後）[12]
- 検査表記を廃止、検査時に順次撤去（2002年度より）
- 優先席の増設（2003年）[13]
  - 飯能方から数えて奇数号車の池袋（西武秩父）方と偶数号車の飯能方に配置。Tc1は2人掛けロングシート1つ、その他の車両は5人掛けロングシート2つが優先席となる。
- パンタグラフをシングルアーム式のPT7116-C1に変更（2004 - 2007年）[3]
- 貫通扉のワイパーを電動化（2005年度）[3]
  - 2本アームに統一され、取付位置が若干高くなっている。
- 優先席付近の吊革を黄色へ変更（2005年）[14]
- 表示幕の更新（2008年）
  - 6月14日のダイヤ改正に伴い実施。角ゴシック体でローマ字入り、「各停」表記のいわゆる新幕へと変更されている。
- コーポレートシンボルマーク貼付（2008年）
  - 2008年3月より、側面の乗務員室扉脇に「コーポレートシンボル」マークを掲出している[15]。その後2016年4月から2019年8月にかけて、検査入場時にマーク下部の社名表記が「SEIBU」から「西武鉄道」へと変更された。
- 補助電源装置・空気圧縮機換装（2008 - 2012年）[16]
  - 4001・4003・4009・4013編成で補助電源装置のSIV化と電動空気圧縮機(CP)の取替が行われた。新2000系・新101系の一部と同じメニューで、SIVは東芝製150kVAのINV174-A3、CPは三菱製でスクリュー式のMBU1600Y3-Aとなる[3]。
- 通風器撤去（2013 - 2018年）[3]
  - 4017編成を皮切りに、検査入場とあわせて全編成で実施。なお2017年以降に施工された4005・4007・4019・4021編成ではM1車のみ撤去せずに残されている。また「52席の至福」ではM2車に1つ残されている[注 10]。
- 誤開扉防止装置設置（2016 - 2017年度）
  - 超音波センサでのホーム検知により扉の誤扱を防止するもの。2016年10月の4023編成を皮切りに玉川上水車両基地で設置が進められ（4017・4005・4007・4019編成は検査入場時に実施）、「52席の至福」を除く全編成に実施された。
- 車輪フランジ塗油器設置（2017年 - ）
  - 一部編成で検査入場時に実施。2017年1月に4017編成、2018年2月に4019編成、2022年8月に4023編成に設置された。
- 列車無線装置更新（2020 - 2021年度）
  - 小手指車両基地で実施。

## 運用

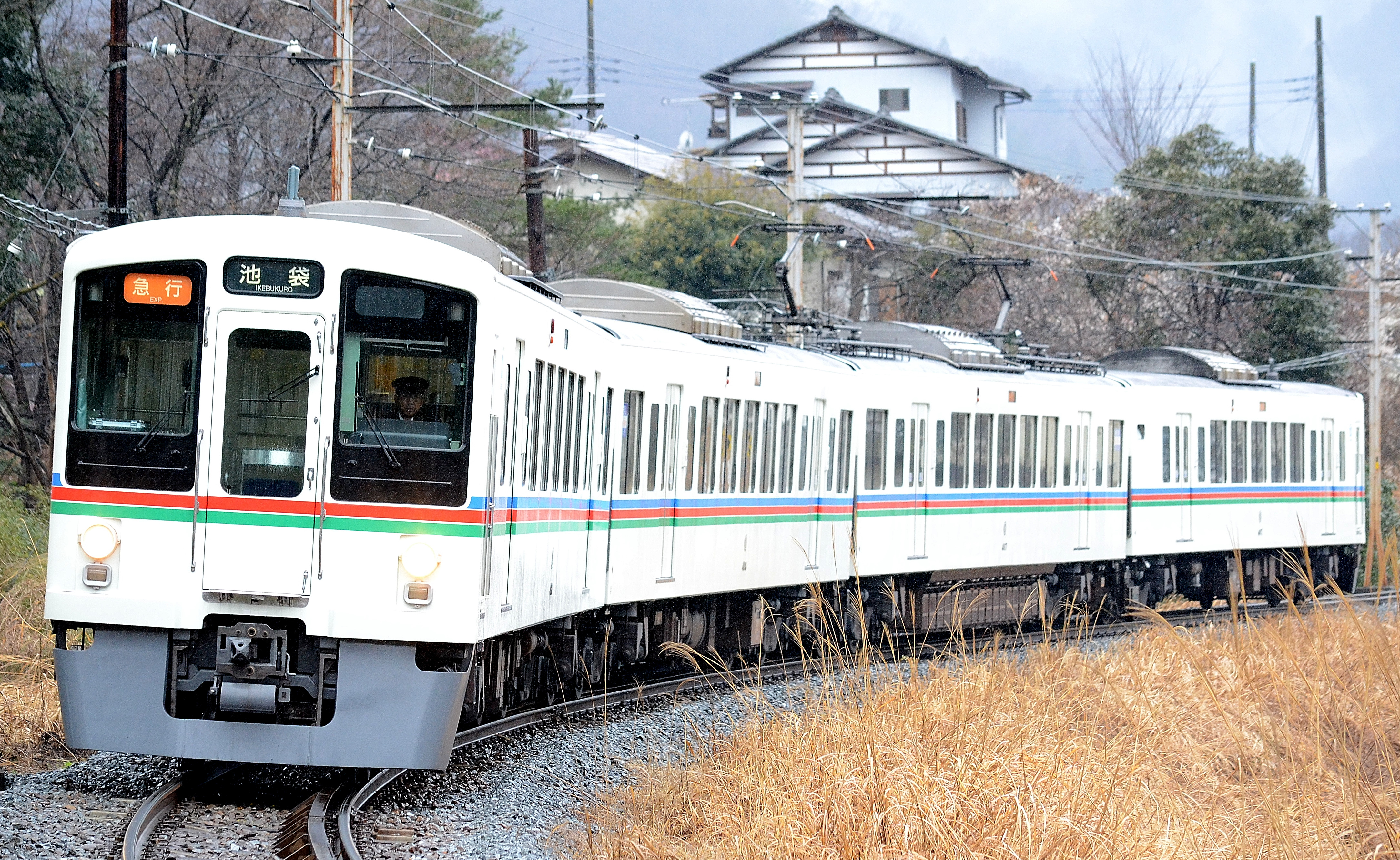
乗り入れ先の秩父鉄道線を走行する急行池袋駅行きの4000系
（2017年3月 三峰口駅 - 白久駅間）

2020年3月14日改正以降の運用は飯能駅 - 西武秩父駅間の各駅停車が主体。秩父鉄道線への乗り入れ運用は、土休日に限って下りは飯能駅発の各駅停車三峰口駅・長瀞駅行き、上りは三峰口駅・長瀞駅発の各駅停車飯能駅行きに充当されており、午前に下り2本、午後に上り2本の計2往復が運行される。いずれも分割・併合は横瀬駅で行う。平日にも1往復乗り入れがあったが、2021年3月のダイヤ改正で廃止された。
また、現在は飯能駅以東での定期運用は存在しない。土休日の乗り入れ運用は、2012年6月30日改正の時点では快速急行として池袋駅 - 三峰口駅・長瀞駅間で運行されていた。2013年3月16日改正で上り池袋駅行きが急行に変更され、2020年3月14日改正では池袋駅や所沢駅でホームドアの設置工事が開始されたことにより飯能以東の運行が困難となったため、運行区間を飯能駅 - 三峰口駅・長瀞駅に短縮し、種別を各駅停車に変更した。なお急行池袋行きについては、側面の表示幕が「急行」単体表示となっていた（急行池袋が収録されていないため）。
乗り入れ列車は当初は羽生方面は野上駅行きで、1992年には寄居駅まで延長されたが、現在は長瀞駅までに短縮されている。また、かつては秩父鉄道線内折り返し列車にも充当されていた。
秩父鉄道線内ではワンマン運転は行われず、車掌乗務での運転となる。また列車無線も西武用のみの装備となっており、秩父鉄道線内ではパレオエクスプレスと同様にハンディ機での運用となっている（メーターパネルの左脇にスタンドが設置されている）。
通常は4両での運転だが、秩父鉄道乗り入れ列車や繁忙期は2編成を連結して8両で運転される。

### 臨時列車等
| 運転日             | 種類 | 運転区間 | 備考              | 出典          |
| ------------------ | --- | --- | ----------------- | ------------- |
| 2008年5月18日      | 団体臨時列車 「秩父サイクルトレイン」                                                                                   | 池袋駅 - 西武秩父駅 途中停車駅:練馬高野台駅、秋津駅                                                           | 8両               | [ 22 ]        |
| 2008年5月23日      | 団体臨時列車 | 入間市駅 - 池袋駅 - 豊島園駅                                                                                  | 4023編成          | [ 23 ]        |
| 2008年8月17日      | 団体臨時列車 | 西武秩父駅 - 西武球場前駅                                                                                     | 8両               | [ 24 ]        |
| 2008年8月19日      | 団体臨時列車 「西武線ミステリートレインで行く、 秩父鉄道パレオエクスプレスの旅」                                        | 西所沢駅 - 寄居駅                                                                                             | 4011編成          | [ 25 ]        |
| 2008年8月19日      | 団体臨時列車 「西武線ミステリートレインで行く、 秩父鉄道パレオエクスプレスの旅」                                        | 西武園駅 - 三峰口駅                                                                                           | 4003編成          | [ 25 ]        |
| 2009年8月30日      | 団体臨時列車 | 西武新宿駅 - 南入曽車両基地 - 横瀬車両基地                                                                    |                   | [ 26 ]        |
| 2014年5月3・4日    | 臨時列車 新宿線内急行、池袋・西武秩父線内快速急行                                                                       | 西武新宿駅 - 西武秩父駅                                                                                       | 4001編成+4005編成 | [ 27 ] [ 28 ] |
| 2014年11月1・2日   | 団体臨時列車 「食と音と灯りの融合 Kawagoe REMIX & 川越鉄道（国分寺線・新宿線の前身）開業120周年アニバーサリートレイン」 | 国分寺駅 - 本川越駅                                                                                           | 4021編成          | [ 29 ] [ 30 ] |
| 2015年5月12 - 17日 | 臨時列車・急行 | 西武新宿駅 - 西武球場前駅1日1往復                                                                             |                   | [ 31 ] [ 32 ] |
| 2021年6月5日       | 団体臨時列車 「池袋発武蔵丘行！4000系で行く西武・電車フェスタ直通ツアー」                                               | 池袋駅 - 武蔵丘車両検修場 - 小手指駅                                                                          | 4023編成+4011編成 | [ 33 ]        |
| 2022年9月17 - 18日 | 団体臨時列車 「臨時夜行急行『奥武蔵51号』西武鉄道線周遊・秩父鉄道線周遊 西武秩父行の旅」                                | 池袋 - 豊島園 - 西武球場前 - 所沢 - 長瀞 - 三峰口 - 西武秩父                                                  | 4013編成          | [ 34 ]        |
| 2024年1月14日      | 団体臨時列車 「新宿線乗務員考案！ 山の主で行く新宿線大冒険ツアー」                                                      | 新所沢 - 南大塚 - 南入曽 (信) - 本川越 - 上石神井 - 小川 - 鷹の台 - 西武園 - 玉川上水 - 上石神井 - 新所沢     | 4005編成          | [ 35 ] [ 36 ] |
| 2024年2月17日      | 団体臨時列車 「池袋線Ｙ線めぐり乗車体験！」                                                                             | 小手指 - 狭山ヶ丘 - 所沢 - 練馬 - 石神井公園 - 保谷 - 清瀬 - 西所沢 - 小手指 ※記載した途中駅の全てでY線を経由 | 4021編成          | [ 37 ]        |
| 2024年10月5 - 6日  | 団体臨時列車 「臨時夜⾏急⾏『奥秩⽗51号』<本川越･飯能･三峰⼝･寄居経由>御花畑⾏」                                        | ⻄武新宿 - 本川越 - 御花畑 - 三峰口 - 寄居 - 御花畑                                                           | 4001編成          | [ 38 ]        |
| 2024年12月7日      | 団体臨時列車 「臨時急行「北武蔵51号」浅草発<羽生・秩父経由>西武新宿行」                                                 | （浅草からツアー開始）秩父駅 - 西武新宿駅                                                                     | 4001編成          | [ 39 ]        |

その他、2015年に当形式4両編成での本川越駅 - 西武球場前駅間1往復の貸し切り列車による人前挙式プラン「HAPPY TRAIN WEDDING」の販売が発表された。また2015年5月に放送された『タモリ倶楽部』の特別企画では、西武新宿駅 - 所沢駅 - 小手指車両基地間で当形式4両編成の団体臨時列車を運行している

## 特別塗装

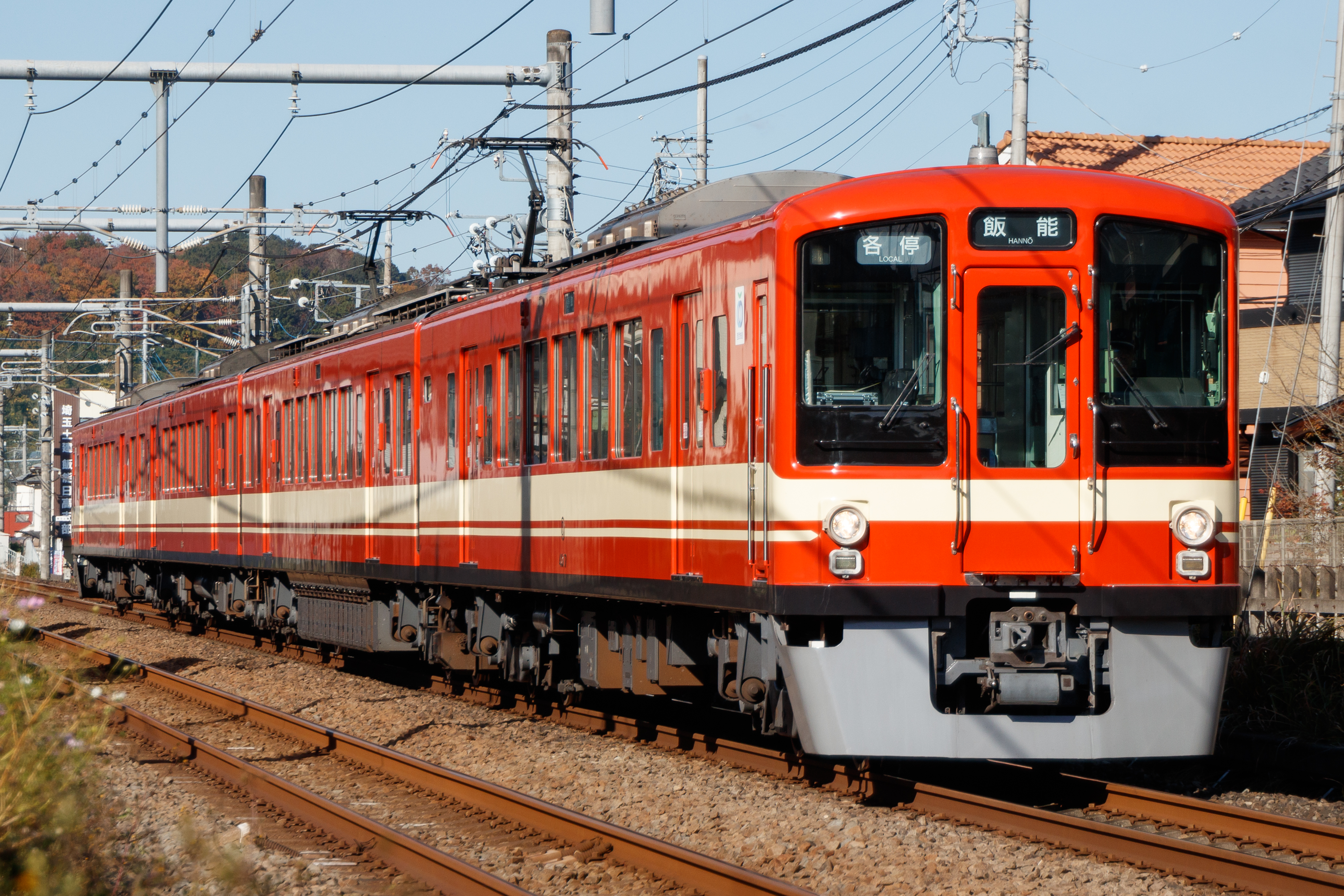
4017編成「西武秩父線開通55周年記念車両」
（2024年12月2日 高麗-東飯能）

西武秩父線の開通55周年を記念して4017編成の外装をE851形電気機関車をイメージしたデザインに変更し、2024年11月11日より「西武秩父線開通55周年記念車両」として運行中。
重要部検査とあわせて塗装変更を行っており、11月8日に朱色と黒の2色塗装で武蔵丘車両検修場を出場した後、武蔵丘車両基地でアイボリーをラッピングにより追加した。なお車体の塗装変更に加えてスカートの灰色も通常より若干明るいものとなっているほか、同年に行われた4009編成の全般検査時と同様に床下機器表面の再塗装が行われている。

## 廃車
2024年に入り、2編成の廃車が出ている。1月に4015編成、6月に4005編成が廃車となった。

## 西武 旅するレストラン 52席の至福
西武 旅するレストラン 52席の至福は、2016年に登場した西武鉄道の観光電車である。土休日を中心に、概ね池袋駅もしくは西武新宿駅から西武秩父の間で運行している。
2015年6月に開発の着手が発表され、当列車の開発は「西武鉄道100年アニバーサリー」の集大成と位置付けられた。同年12月に愛称やロゴマークなどを含む概要が発表され、翌2016年3月22日に武蔵丘車両検修場を出場、試運転とヘッドマークの取付や関係者の見学会を経て、4月17日に運行を開始した。同日は池袋駅で出発式が行われる予定だったが、熊本地震の影響を鑑みて中止された。
「西武 旅するレストラン 52席の至福」の愛称は、当編成の定員が52人であることに由来し、コピーライターの谷山雅計が担当。アートディレクターの古平正義が担当したロゴマークは、愛称の「52」にちなんでトランプの柄に見立てられており、スペードには「水」、ダイヤには「紅葉」、クローバーには「緑」と「至福」、ハートには「乗客とスタッフの気持ちが通う空間と時間に････」という思いが込められている。なお、このロゴは商標登録されている（登録第6048676号 西武ホールディングスとそごう・西武の共同出願）。 
各車両の形式、車両番号に変化はないが、形式称号が52型とされた。

### 車両概説
4000系4009編成を改造したもので、全席レストランの車両となっている。設計・製作は総合車両製作所が行い、工期は2015年9月 - 2016年3月で総工費は3億円。総合プロデュース・オペレーションは株式会社NKB、外装・内装のデザインは建築家の隈研吾が担当。埼玉県西部産西川材や柿渋和紙を使った天井 などで高級感を演出している。列車の出発時と到着時に流す車内メロディの作曲は向谷実が手掛けた。
具体的な改造点は以下の通り。
- 外装は沿線の風景に溶け込むよう[57]空色を基調に、荒川の水と四季をイメージしたデザインがラッピングされた。
  - 金色部分は塗装（地色）で表現されており、スカートや妻面も金色である。改造に際して妻面の銘板は全て撤去された。
- 内装は渓谷などの自然がモチーフとされ、沿線の伝統工芸品や地産木材が使用された[58]。
- 1号車以外の床は、特注の住之江織物のタイルカーペットが使用された[57]。
- 2・4号車では車内とデッキの仕切りに秩父銘仙が使用された。
- 運転台にあった監視カメラ用のモニタが撤去された。
- 床下機器配置の変更にあたり、重量バランスをとるために3号車などに鋼板製のバランスウェイトが搭載された。
- 他編成に準じ、屋上の通風器が撤去された（3号車の1つを除く）。

1号車（クハ4009）
飯能駅方の先頭車両。
多目的車両。外装のイメージは「春：芝桜、長瀞の桜」。
車内の中央は多目的室となった。車内の2号車寄りにはテレビモニタが設置された。乗務員室後ろには「こども用展望ステップ」が設けられた。既存のトイレは撤去され、車椅子対応トイレと男性用トイレが設置された。あわせて車体妻部にあった換気扇カバーは撤去された。
2号車（モハ4109）
客室車両。4人用の座席が4卓、2人用の座席が5卓の計26席。外装のイメージは「夏：秩父の山の緑」。
車内中央はダイニングスペース、1号車寄りの車端部はギャラリー、3号車寄りのドアはエントランスホール、同車端部は業務用スペースと荷物置き場になった。車内の両端にテレビモニタが1台ずつ設置された。
既存の天井や照明器具は撤去され、柿渋和紙を貼ったアーチ状の天井とLEDの間接照明となった。なお、和紙には特殊な不燃処理が施されている。テーブルはローマタイルジャパン社製（4号車も同様）。
3号車（モハ4110）
キッチン車両。外装のイメージは「秋：秩父連山の紅葉」。
クローズドキッチンとオープンキッチンを備えている。キッチンカウンターはMRC・デュポン社製で、内装はアルミ材。4号車寄りの車端部はバーカウンターと業務用スペースとなった。
床下には水タンクが設けられたため、CPがクハ4010に移設された。
また屋上の通風器について、飯能駅方から2つ目のみ撤去せずに、ステンレス製の吸出し式（6000系等と同じタイプ）に変更した上で存置している。
4号車（クハ4010）
池袋駅および西武秩父駅方の先頭車両。
客室車両。4人用の座席が4卓、2人用の座席が5卓の計26席。外装のイメージは「冬：あしがくぼの氷柱」。
車内中央はダイニングスペース、4号車寄りのドアはエントランスホール、同車端部は業務用スペースと荷物置き場になった。車内の3号車寄りにテレビモニタが設置された。
天井は西川材を貼ったルーバ状で、和紙同様に不燃処理が施されている。それ以外の仕様は2号車に準じている。
これらの改造により、定員と自重が変化した（編成表参照）。

### 運用
観光列車の運行は土休日を中心に年間100日程度予定されており、概ねこの通りとなっている。池袋・西武新宿 - 西武秩父間での運行が基本で、料理は有名店、有名シェフ監修のものが季節替わりで提供される。
土休日は池袋・西武新宿 - 西武秩父間の不定期行路が存在し、午前中に出発する下り方面の「ブランチコース」と、夕方頃に出発する上り方面の「ディナーコース」の2コースがほぼ毎日運転されている。基本的に同日のブランチとディナーは同じ区間で運行されるが、ブランチコースのみ運行するような場合もある。2016年冬から2017年春頃までは西武新宿 - 本川越間の運行も存在したほか、2017年秋から2019年春ごろの間には「IKEBUKURO ディナーコース」として池袋着発のディナーコースも運行されていた。
平日にも西武新宿 - 西武秩父間の不定期行路があり、昼前に出発する下り方面の「アーリーランチコース」、昼過ぎに出発する上り方面の「レイトランチコース」2コースが特別運行という形で運転されることがある。
このほか曜日を問わず、臨時行路での運転も行われる。
車両は武蔵丘車両基地に所属・常駐し、発駅までの回送途中で食材の搬入を行うために池袋発の場合は豊島園駅、西武新宿発の場合は上石神井車両基地を経由する。着駅からの返却時も同様。ブランチコースで西武秩父駅に到着した車両は横瀬駅の留置線に入庫し、ディナーコースでの運行を待つ。また西武新宿 - 西武秩父間の運行時には（飯能駅に加えて）基本的に所沢駅での折り返しを行うが、所沢駅ふれあい通り線道路新設工事の影響により2022年のダイヤ改正以降は下り方面の列車のみ新所沢駅での折り返しとなっている。
新型コロナウイルス感染症の流行で2020年春は3か月運休し、再開後も利用に際しては体温測定を求められる。またその後もディナーコースの運行や時刻変更、酒類の提供を停止するなどの対応が度々行われた。
予約は専用Webサイトから行う。予約は旅行日の10日前まで可能で、支払いはクレジットカードによるオンライン決済のみ。1人のみでの申し込みは不可。乗車のみのプラン及び子供料金の設定は無い。ブランチコースの西武秩父駅行きのみ芦ヶ久保駅で下車し、旅行を終了することができるが、それ以外は途中下車はできない。
このほか観光列車としてではなく、単に団体列車に車両を使用することもある。2016年5月14日に始動した「環境活動・地域貢献活動プロジェクト」では参加者の移動（集合場所もしくは解散場所 - 西武秩父駅等）に使用しており、これは年数回実施されている。また個人による平日の貸切運行も募集しており、ウェディング運行のプランも存在する。2017年（平成29年）1月25日にはブライダルサロン「メゾン・ド・マリアージュ」とコラボレーションし、当編成を貸し切っての結婚式を行うプランの発売が発表された。

#### 検査入場
改造から4年となる2020年には、車両検査（重要部検査）のため2月26日から3月31日の間で運行を休止することが2019年11月に発表された。終了後はそのまま前述したコロナウイルスの影響による運休が入り、運休期間が延びる結果となっている。
さらに4年後の2024年には同じく2月から3月にかけて全般検査が実施され、車体の再塗装とあわせてラッピングの貼替えが行われた。貼替えの前後では絵柄の位置や色彩、また表記類などに細かい変化がみられる。さらに通常は再塗装が行われない床下機器（一部を除き表面のみ）についても塗装が行われた。

## 編成表
4000系 一般車
|               |               | ← 飯能・三峰口池袋・西武秩父・長瀞 → ← （西武新宿）（本川越・拝島） → |                     |                    |                    |
| 形式          | 形式          | クハ4001 (Tc1)                                                        | ＜ ＞ モハ4101 (M1) | モハ4101 (M2)      | クハ4001 (Tc2)     |
| 搭載機器,設備 | 搭載機器,設備 | トイレ, フリー                                                        | CONT                | MG or SIV CP       |                    |
| 自重          | 製造時        | 31.0 t                                                                | 40.0 t              | 40.0 t             | 29.0 t             |
| 自重          | 現在          | 30.8 t                                                                | 39.9 t              | 39.0 t             | 29.1 t             |
| 定員（座席）  | 製造時        | 119 (56)                                                              | 138 (72)            | 138 (72)           | 127 (64)           |
| 定員（座席）  | ワンマン      | 124 (54)                                                              | 137 (68)            | 137 (68)           | 126 (62)           |
| 車両番号      | 車両番号      | 4001 （奇数） 4023                                                    | 4101 （奇数） 4123  | 4102 （偶数） 4124 | 4002 （偶数） 4024 |

- 4009編成は「52席の至福」へ改造された。改造後の編成表は下記参照。

52型 「西武 旅するレストラン 52席の至福」
|               | ← 飯能・西武球場前・豊島園池袋・西武秩父 → ← 三峰口長瀞 → ← 西武新宿本川越・拝島・多摩湖 → | ← 飯能・西武球場前・豊島園池袋・西武秩父 → ← 三峰口長瀞 → ← 西武新宿本川越・拝島・多摩湖 → | ← 飯能・西武球場前・豊島園池袋・西武秩父 → ← 三峰口長瀞 → ← 西武新宿本川越・拝島・多摩湖 → | ← 飯能・西武球場前・豊島園池袋・西武秩父 → ← 三峰口長瀞 → ← 西武新宿本川越・拝島・多摩湖 → | 改造日     |
| 形式          | クハ4001 (Tc1)                                                                             | ＜ ＞ モハ4101 (M1)                                                                        | モハ4101 (M2)                                                                              | クハ4001 (Tc2)                                                                             | 改造日     |
| 搭載機器,設備 | 多目的トイレ                                                                               | CONT                                                                                       | SIV                                                                                        | CP                                                                                         | 改造日     |
| 自重          | 34.4 t                                                                                     | 44.1 t                                                                                     | 43.5 t                                                                                     | 34.4 t                                                                                     | 改造日     |
| 定員          | 0                                                                                          | 26                                                                                         | 0                                                                                          | 26                                                                                         | 改造日     |
| 車内          | 多目的 スペース                                                                            | 客席                                                                                       | キッチン                                                                                   | 客席                                                                                       | 改造日     |
| 車両番号      | 4009                                                                                       | 4109                                                                                       | 4110                                                                                       | 4010                                                                                       | 2016.03.22 |
| 愛称          | 52春                                                                                       | 52夏                                                                                       | 52秋                                                                                       | 52冬                                                                                       | 2016.03.22 |

凡例
- ＜＞：集電装置（現在は全てシングルアームパンタグラフ）
- CONT：主制御器
- MG：補助電源装置（電動発電機）
- SIV：補助電源装置（静止形インバータ）
- CP：空気圧縮機
- フリー：フリースペース

備考
- 全編成武蔵丘車両基地所属[72]

## 車歴表
| 編成     | 竣工日     | ワンマン改造 | パンタグラフ シングルアーム化 | 補助電源SIV化 ・CP取替 | 通風器撤去 ＊印は一部残存 （本文参照） | 車輪塗油器 設置 | 廃車       | その他・備考                 |
| -------- | ---------- | ------------ | ----------------------------- | ---------------------- | -------------------------------------- | --------------- | ---------- | ---------------------------- |
| 4001編成 | 1988.11.04 | 2002.03.20   | 2007.08.06                    | 2008.11.17             | 2015.07.28                             | —               |            |                              |
| 4003編成 | 1988.11.04 | 2002.02.25   | 2007.06.26                    | 2011.03.04             | 2014.11.20                             | —               |            |                              |
| 4005編成 | 1988.11.18 | 2002.06.10   | 2006.03.07                    | —                      | 2017.07.18*                            | —               | 2024.06.05 |                              |
| 4007編成 | 1988.11.18 | 2002.09.30   | 2006.07.05                    | —                      | 2017.12.28*                            | —               |            |                              |
| 4009編成 | 1989.03.23 | 2003.01.14   | 2007.11.20                    | 2011.12.01             | 2016.03.22*                            | —               |            | 2016.03.22 観光電車化        |
| 4011編成 | 1989.03.23 | 2002.12.02   | 2006.12.19                    | —                      | 2014.08.21                             | —               |            |                              |
| 4013編成 | 1989.03.30 | 2002.11.18   | 2004.06.11                    | 2012.03.15             | 2016.04.05                             | —               |            |                              |
| 4015編成 | 1989.03.30 | 2003.01.28   | 2004.08.24                    | —                      | 2016.07.15                             | —               | 2024.01.12 |                              |
| 4017編成 | 1992.10.02 | 2002.06.04   | 2005.11.21                    | —                      | 2013.03.29                             | 2017.01.30      |            | 西武秩父線開通55周年記念車両 |
| 4019編成 | 1992.10.02 | 2002.07.31   | 2006.05.24                    | —                      | 2018.02.20*                            | 2018.02.20      |            |                              |
| 4021編成 | 1992.10.30 | 2002.08.05   | 2006.08.09                    | —                      | 2018.05.30*                            | —               |            |                              |
| 4023編成 | 1992.10.30 | 2002.10.03   | 2006.08.30                    | —                      | 2014.06.30                             | 2022.08.10      |            |                              |